# Маріуполь
Маріу́поль (грец. Μαριούπολη — «місто Марії»; МФА: [mɐrʲiˈupɔlʲ] ( прослухати); у 1948—1989 роках — Жда́нов) — місто в Україні на півдні Донецької області на березі Азовського моря у гирлі річки Кальміусу. Адміністративний центр Маріупольської міської громади і Маріупольського району. Значимий порт і промисловий центр країни. У місті діяли два великі металургійні комбінати (Маріупольський металургійний комбінат імені Ілліча та «Азовсталь»), продукція яких складала значну частину експорту України. У промисловості Донецької області частка Маріуполя — 37,5 %, в Україні — близько 7 %. Район компактного розселення греків Приазов'я. Кліматичний і грязьовий курорт. Від червня до 13 жовтня 2014 року в місті розташовувалася Донецька обласна державна адміністрація.
Під час російського вторгнення в Україну місто практично повністю знищили Збройні сили Росії. З 20 травня 2022 року перебуває під окупацією, після того, як оборонці після боїв на Азовсталі здалися в полон. Станом на 7 червня 2022 року в місті перебувало приблизно 100 000 жителів.
6 березня 2022 року Указом Президента України з метою відзначення подвигу, масового героїзму та стійкості громадян, виявлених у захисті своїх міст під час відсічі збройної агресії Російської Федерації проти України, місту присвоєно почесну відзнаку «Місто-герой України».

## Назва міста
- Домаха — у XVI столітті, як вартовий пост;
- Павловськ — у 1778—1779 роках;
- Жда́нов — у 1948—1989 роках;
- Маріанополь або Маріу-Поль[10] — у 1779 році. Дослівно означає «місто Марії». На честь містечка Маріамполь в долині Марьям-Дере під Бахчисараєм, звідки прибули надазовські греки.[11]
- Маріу́поль — 1780—1948 та з 1990 років. Назва впроваджена російською імператрицею Катериною II в рамках її «Грецького проєкту»[12].
- Маріюпіль — форма назви, приведена до правил Харківського правопису[13], офіційно використовувалася в 1920—1930-ті роки. Також траплялися варіації: Маріупіль[14][15][16], Мариупіль[17].
- Марнопіль[18][19][20] — українська народна назва, що використовувалася у XIX столітті. Ймовірно, була спотворенням назви Маріанополь (подібно до переосмислення Тарнополь → Тернопіль).

## Історія

### Заснування
Сучасне поселення в гирлі Кальміусу засновано в XVI столітті запорозькими козаками як паланка Домаха — вартовий пост для захисту зимівників, промислів і шляхів сполучення від нападів кримських татар. Зокрема, це важлива фортеця на Потаємному водному шляху Запорозьких козаків з Дніпра у Чорне море. Матеріали архіву Коша Нової Січі свідчать, що у XVIII ст. під прикриттям Домахи виросла Кальміуська слобода, у якій завдяки старанням полковника Андрія Порохні була збудована кам'яна Свято-Миколаївська церква. Тобто, користуючись тодішніми європейськими традиціями, які прив'язували поняття міста до кам'яних будівель, зокрема храмів, саме цей рік можна вважати заснуванням міста. Так вважає відомий історик Східної України Василь Пірко.
У 1776 році на місці паланки Домахи створена Кальміуська слобода. У 1777 році закладена Свято-Миколаївська церква-храм, що перебувала у Кальміуській фортеці. В 1778 році поблизу слободи закладене повітове місто Павловськ. У ньому тоді налічувалося 75 жителів, у слободі 93. Цей рік офіційно вважається датою утворення Маріуполя. 21 травня 1779 року імператриця Катерина II дарувала грамоту, відповідно до якої «переселенцям із Криму дарувались привілеї й свободи». У грамоті місто йменувалося «Маріанополь», тобто місто Марії, на честь містечка Маріамполь в долині Марьям-Дере під Бахчисараєм.
24 березня 1780 року на наполегливу вимогу митрополита Ігнатія місто остаточно перейменоване в Маріуполь, на честь Марії Федорівни, дружини Павла I. Частина прибулих греків у липні 1780 року оселилася в місті, а більшість — довкола нього. Кожному зі своїх селищ греки давали назви тих населених пунктів Криму, звідки вони прийшли. Так виникли села Бахчисарай, Ялта, Урзуф, Сартана, Чердакли, Карань, Мангуш тощо. Грузини та волохи заснували село Ігнатівку.

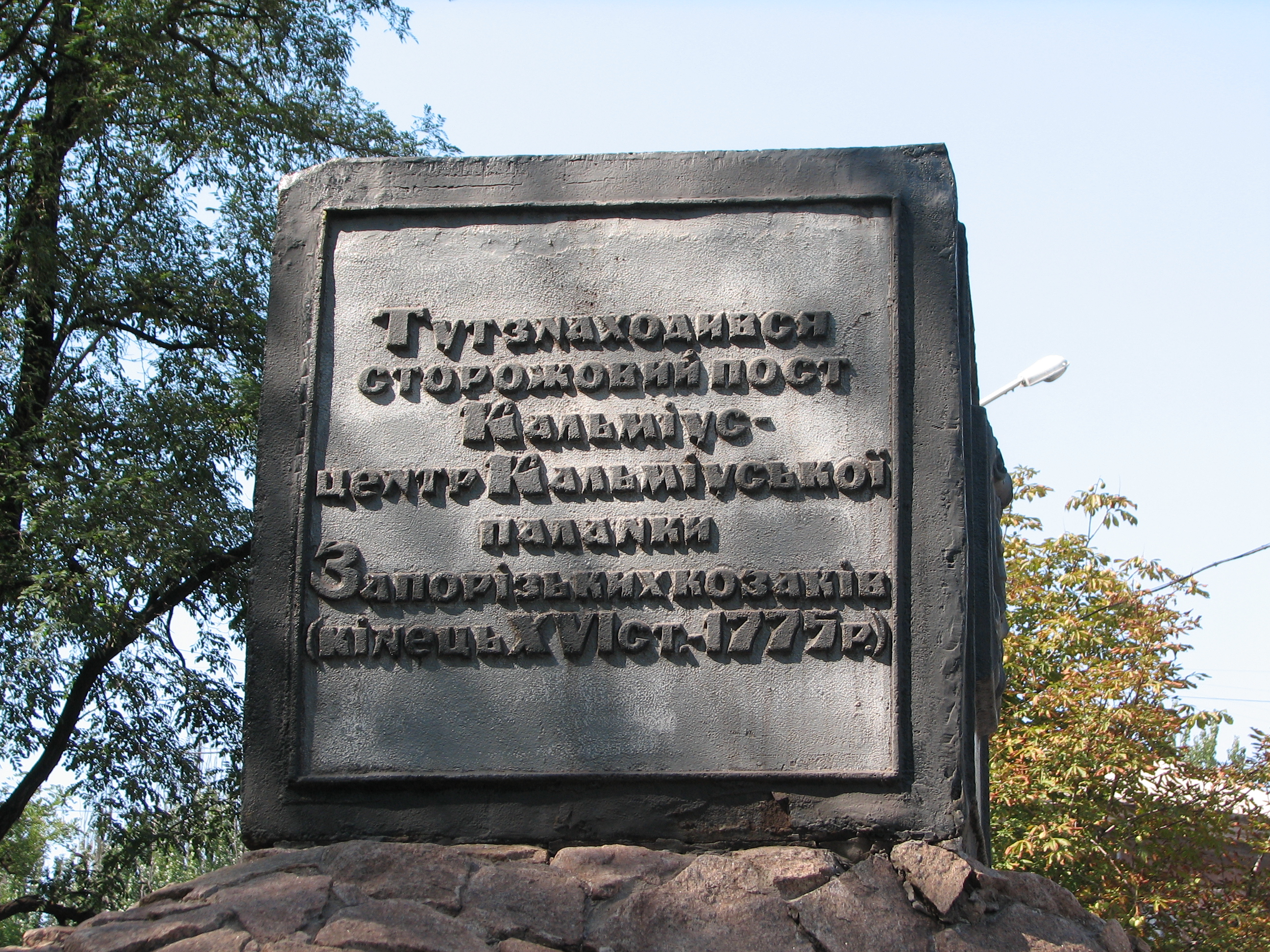
Пам'ятний знак Кальміуській паланці
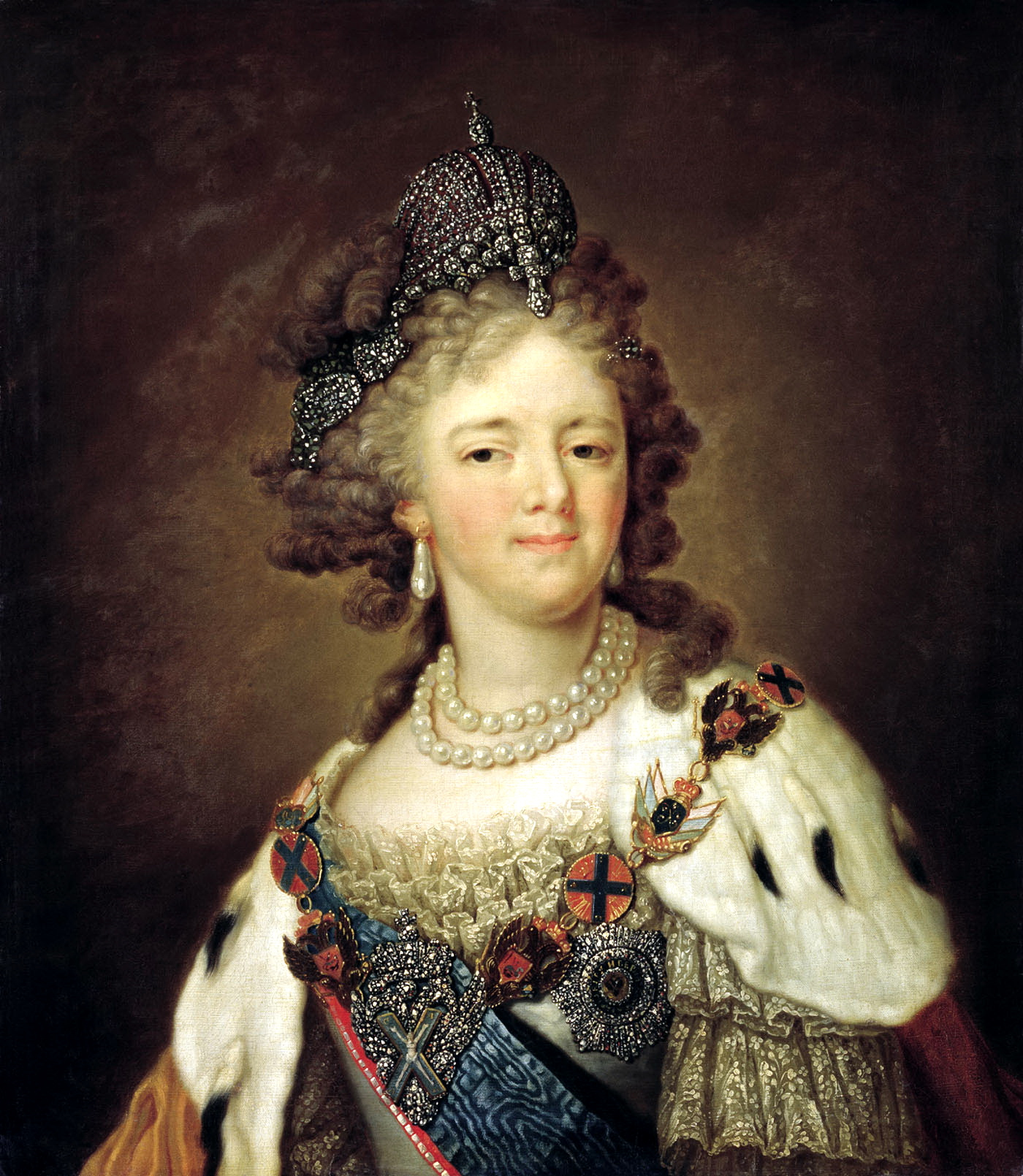
Марія Федорівна (дружина Павла I)
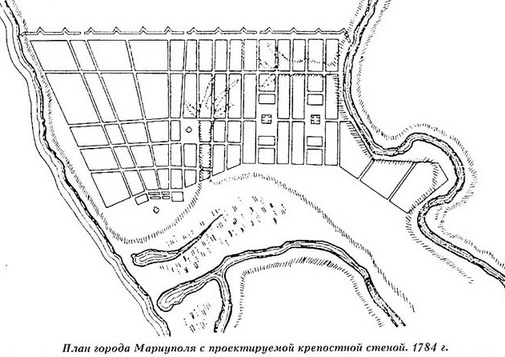
План Маріуполя з проектом фортечного муру на заході (1784)

### Російська імперія
Головним заняттям жителів купецького міста була торгівля. На березі моря на околицях міста було до 20 рибних заводів, які приносили маріупольським купцям великі прибутки. У 1783 році, коли Кримське ханство було приєднано до Російської імперії, частина греків повернулася в рідні місця. Землі, що звільнилися, були роздані новим переселенцям, виникли німецькі колонії. У 1829 році на південному заході повіту оселилися козаки, що повернулися із Задунайської Січі. Вони заснували низку сіл (Нікольське, Бойове тощо). В 1820 році було організоване переселення хрещених євреїв і німців-менонітів. У Маріуполі, окрім греків, дозволено було селитися євреям та італійцям. В 1807 році Маріуполь і 23 грецькі села було виділено в грецький округ із підпорядкуванням Таганрозькому градоначальству, а з 1859 року — Катеринославському губернському правлінню. У 1840-х роках почалося заселення Слободки відставними солдатами і матросами.

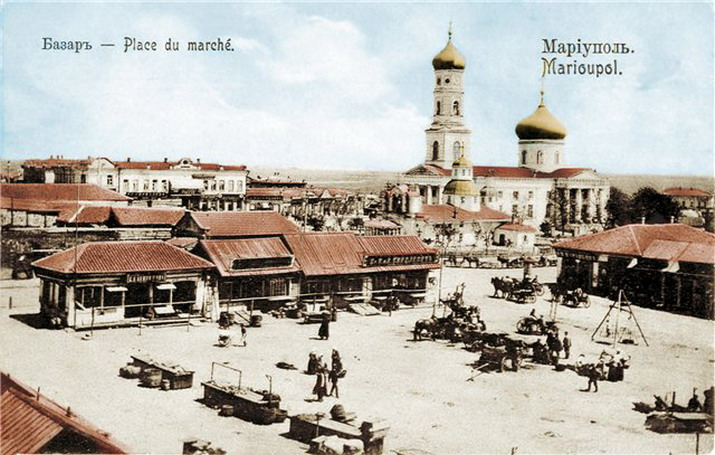
Ринкова площа
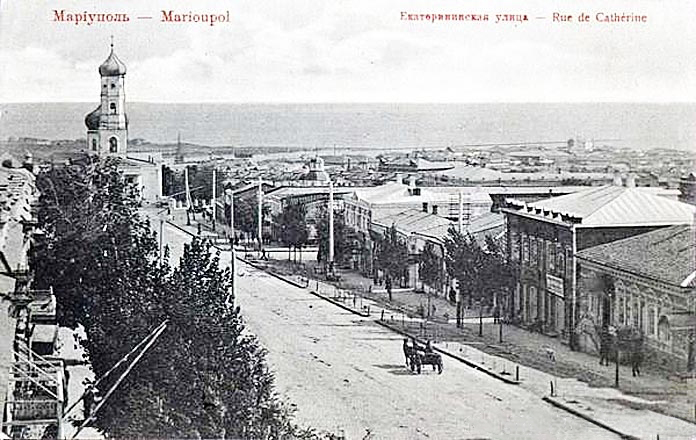
Катерининська вулиця
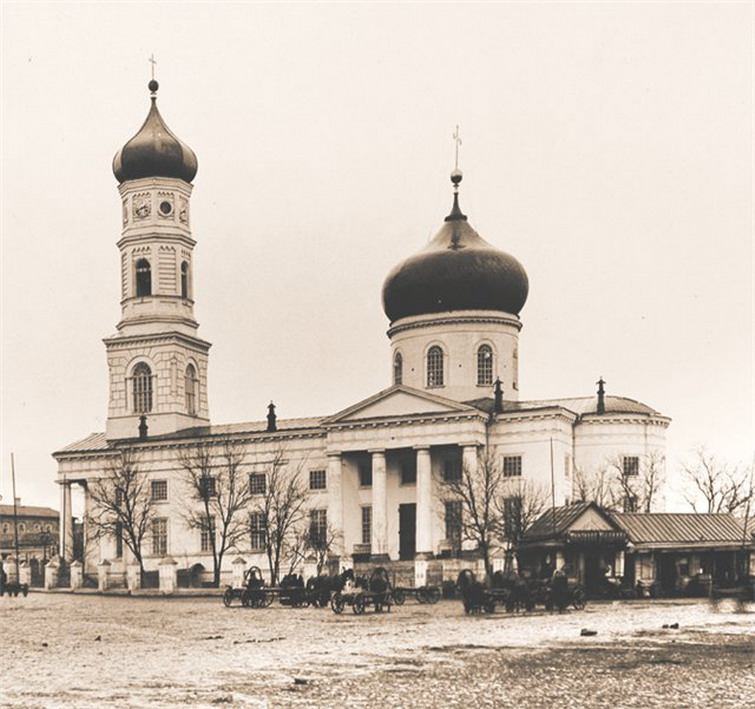
Харлампіївський собор (1900)
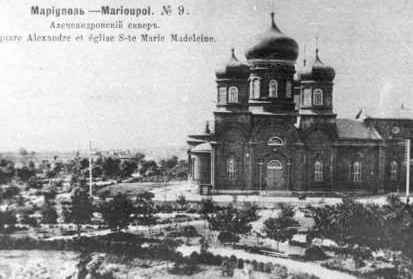
Церква Марії Магдалини
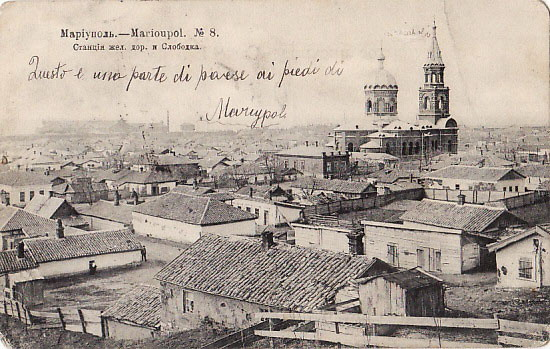
Церква Святого Костянтина і Олени в Слобідці

У 1824 році італієць Кавалотті почав будувати в Маріуполі судна вантажопідйомністю 135—160 тонн. У 1840 році від центра до біржі була прокладена бруківка. У 1840 році споруджено кам'яну набережну. Олександр I був у місті в червні 1818 року й у листопаді 1825 року. У травні 1820 року російський поет Олександр Пушкін відвідав Маріуполь під час подорожі з Катеринослава на Кавказ. У жовтні 1837 року місто відвідав цесаревич Олександр Миколайович (майбутній імператор Олександр II), у почті якого був серед інших Василь Жуковський. Значний збиток був завданий Маріуполю під час Кримської війни 1853—1856 років. Морська торгівля через воєнні дії була припинена. Навесні 1855 року англо-французька ескадра ввійшла в Азовське море. 24 травня під прикриттям корабельної артилерії в Маріуполі було висаджено англо-французький десант, що знищив склади в порту, спалив декілька будинків у місті.

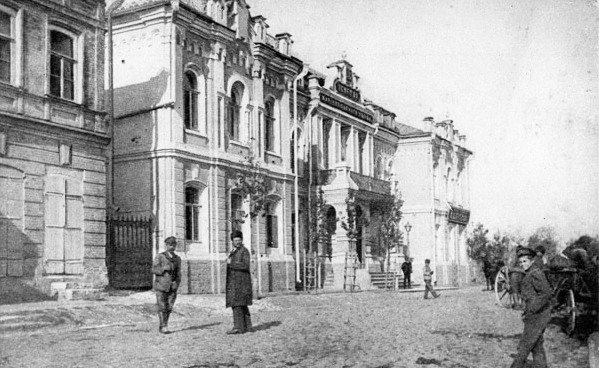
Земська управа
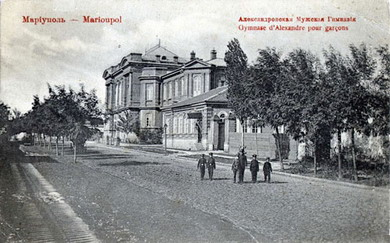
Олександрівська чоловіча гімназія
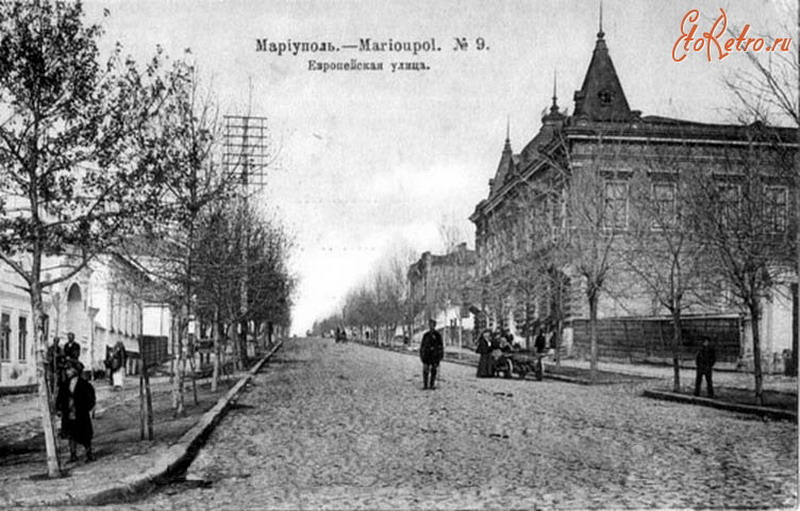
Вулиця Європейська
Будинок Хараджаєва О. Д., (1931)
Міська тюрма і водонагнітна вежа

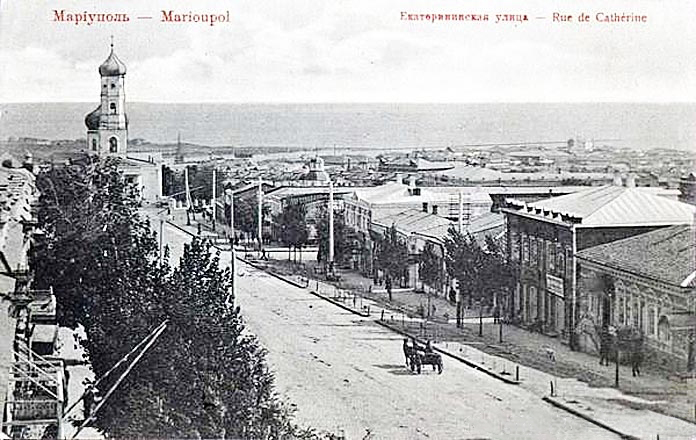
Вулиця Катерининська
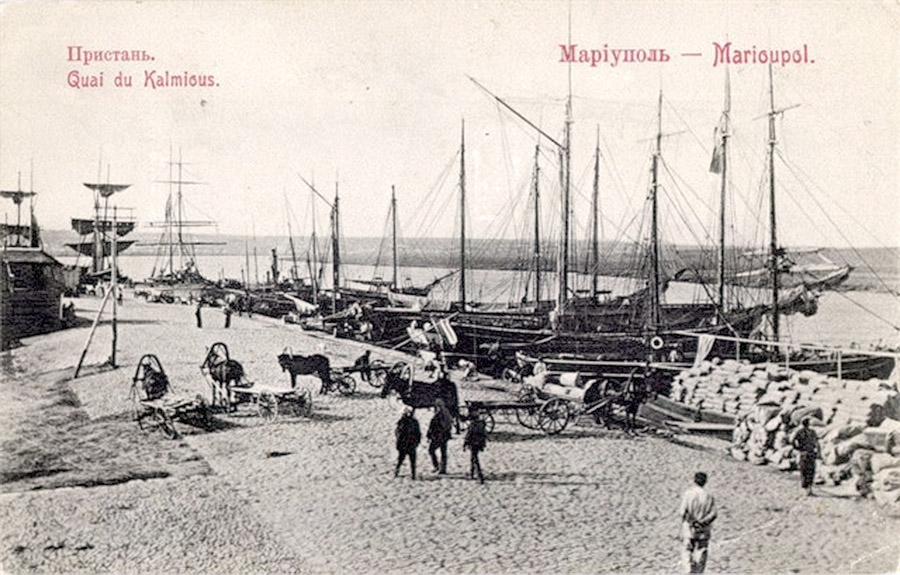
Маріупольський порт
Вулиця Миколаївська
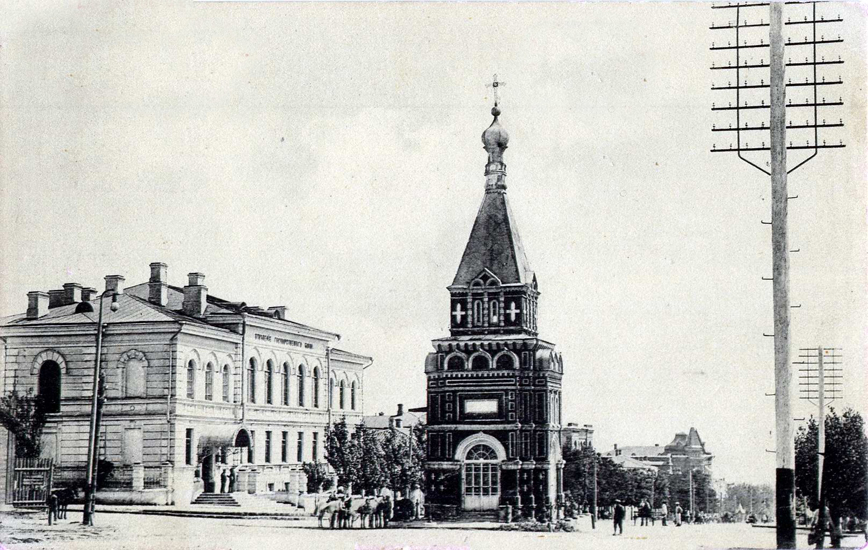
Будинок держбанку і Каплиця Марії Магдалини

Маріуполь XIX століття був одноповерховим. Із 3 084 будинків тільки 34 були двоповерховими і тільки 3 будинки — триповерховими. У 1864 році був закладений Міський сад. У 1867 році була відкрита громадська лазня. У 1871 році почалося мощення міських вулиць і площ бруківкою. 15 липня 1875 року встановлені перші 100 гасових ліхтарів для освітлення вулиць (до 1914 року їх уже було 686). У 1889 році на Олександрівській площі закладений центральний сквер.

### Українська революція
Під час подій Української революції, протягом Першої радянсько-української війни, 30 грудня 1917 року Маріуполь захопили більшовики. У результаті контрнаступу сил УНР та союзників до міста повертається українська влада. Впродовж кількох наступних років Маріуполь 17 разів переходив під владу різних військово-політичних об'єднань. 23-25 липня 1918 р. у Маріуполі стався страйк залізничників. У березні 1919 року, під час Другої радянсько-української війни і поновлення більшовицької влади, входить до складу Донецько-криворізької республіки. Також, у місті, змінюючись, перебували загони Нестора Махна та білогвардійці. Згодом, у Маріуполі остаточно встановлюється радянська влада.

### Радянський період

#### Ранній СРСР
У 1920 році були націоналізовані й об'єднані металургійні заводи «А» («Нікополь Маріупольський») і «Б» («Російський Провіданс») в один завод «Імені Ілліча». В 1923 році в Маріуполі організоване літературне об'єднання «Дзвони Азов'я». 1 травня 1929 року вийшов у світ перший номер газети «Іллічівець». 1 травня 1933 року була пущена перша трамвайна лінія «Гавань Шмідта — Вулиця Франко».

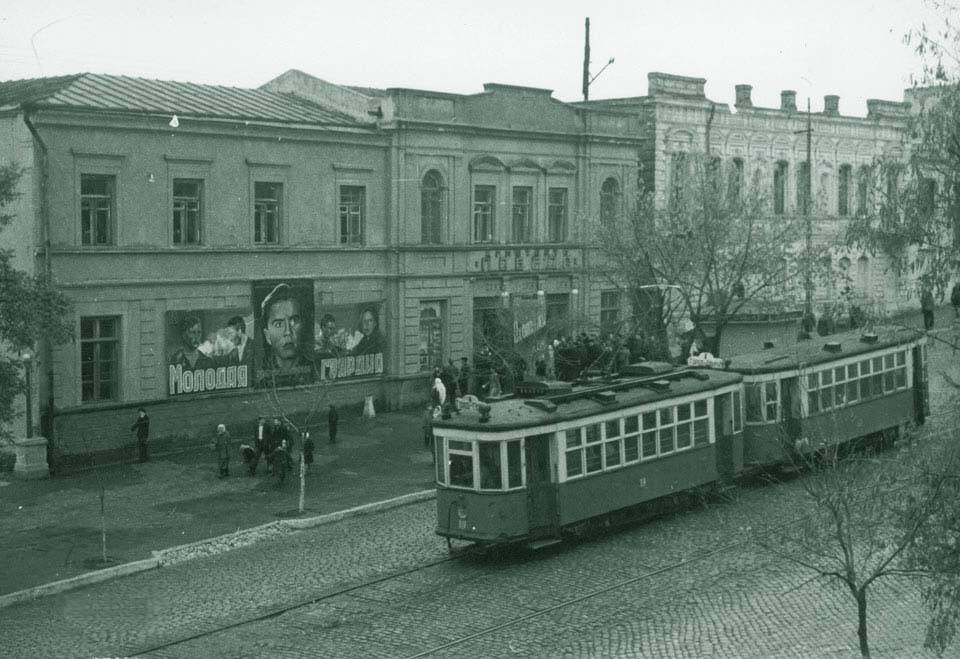
Один з перших трамваїв
Будинок Хараджаєва О. Д. (1931)

З 1930 року Маріуполь перетворився у величезний будівельний майданчик.
Маріуполь став центром компактного проживання грецької діаспори, біля нього були організовані два грецьких національних райони: Сартанський (із центром у селища Сартана (тепер у складі Кальміуського району Маріуполя)) і Мангуський (із центром у селищі Мангуш). У самому місті був відкритий педтехнікум із грецькою мовою викладання, а також 14 грецьких шкіл. Маріуполь пережив масований наплив населення, в основному зі Сталінського й Запорізького округів, у результаті чого населення міста до 1939 року зросло майже наполовину й почало втрачати свою самобутність.

#### Друга світова війна
З початком Другої світової війни Маріуполь із його величезною промисловою базою був переведений на військові потреби країни. Багато колишніх робітників маріупольських заводів брали участь у війні з Фінляндією (30 листопада 1939 — 13 березня 1940 років).
8 жовтня 1941 року Маріуполь був захоплений частинами 3-го танкового корпуса 1-ї танкової групи вермахту (група армій «Південь»), у результаті чого почалася 23-місячна окупація міста. 16 місяців Маріуполь перебував у прифронтовій зоні. Наприкінці 1941 року гітлерівцями гірничо-металургійне товариство «Схід». Виходила українськомовна «Маріюпільська газета», наклад якої з 1000 примірників у листопаді 1941 зріс до 27 000 у вересні 1943. Працювало 42 школи, викладання здійснювалося українською мовою.
У грудні 1941 року в Маріуполі перебували перші особи Третього Райху, Італії й Румунії. 6 вересня 1943 року при відступі військ було знищено все промислове устаткування, зруйновано чисельні будівлі. Усього за час окупації в місті розстріляно й замучено понад 50 тисяч жителів. У ніч із 9 на 10 вересня 1943 року в порту висадилися загони Азовської Військової Флотилії.

#### Повоєнна доба

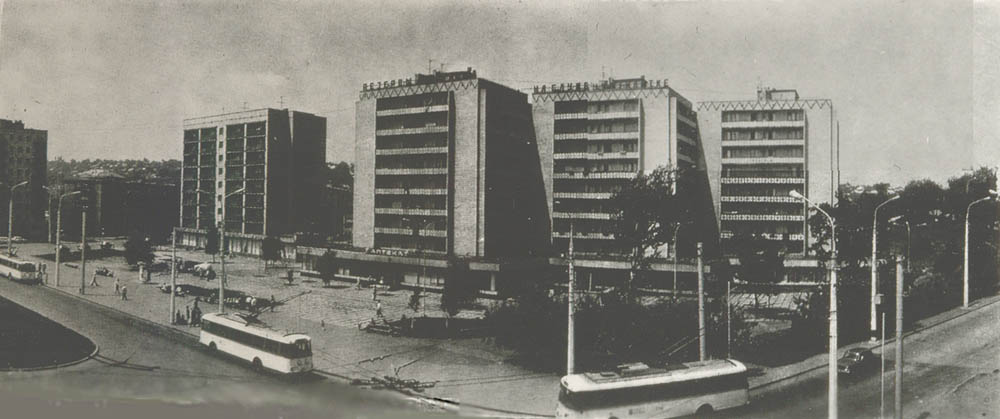
Площа морвокзалу наприкінці 1970-х років

Маріупольці приступили до відбудови зруйнованого господарства. В 1960—1961 роках Портовське селище й селище заводу імені Ілліча були з'єднані з містом житловими кварталами з розвинутою спортивною інфраструктурою. У порту споруджувалися нові причали й цілі райони. В 1953 році в місті було створено Азовське районне керування Чорноморського пароплавства, що в 1967 році перетворилося в Азовське морське пароплавство.
22 жовтня 1948 року місто було перейменовано на Жданов — за прізвищем радянського партійного й державного діяча Андрія Жданова, що народився тут в 1896 році. 7 січня 1971 року указом Президії Верховної Ради СРСР місто Жданов нагороджене орденом Трудового Червоного Прапора. 7 вересня 1978 року указом Президії Верховної Ради СРСР місто Жданов нагороджене орденом Жовтневої Революції. Перебудова в СРСР принесла багато змін у громадське життя міста. На початку 80-х років у місті поширилася підліткова злочинність (так звані «війни мікрорайонів»), внаслідок чого Жданов тоді вийшов на перше місце в СРСР за рівнем злочинності. 13 січня 1989 року місту Жданову на прохання його жителів повернута історична назва — Маріуполь. Демонтували три пам'ятники Жданову, закритий його меморіальний музей. В 1989 роках у школах міста вперше почали викладати грецьку мову.

### Незалежна Україна

#### Кінець XX— початок XXI століття

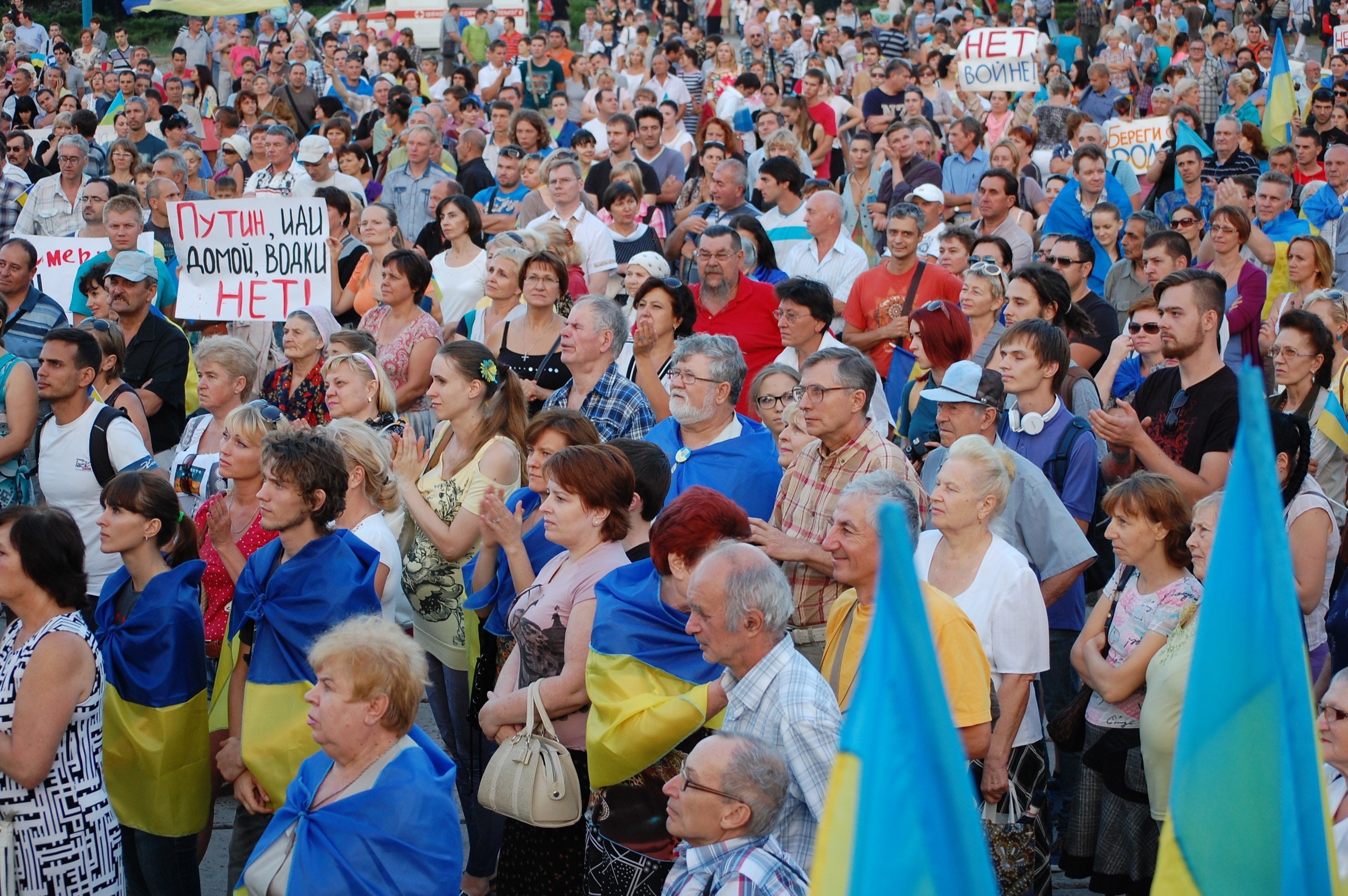
Мітинг у Маріуполі проти російських окупантів

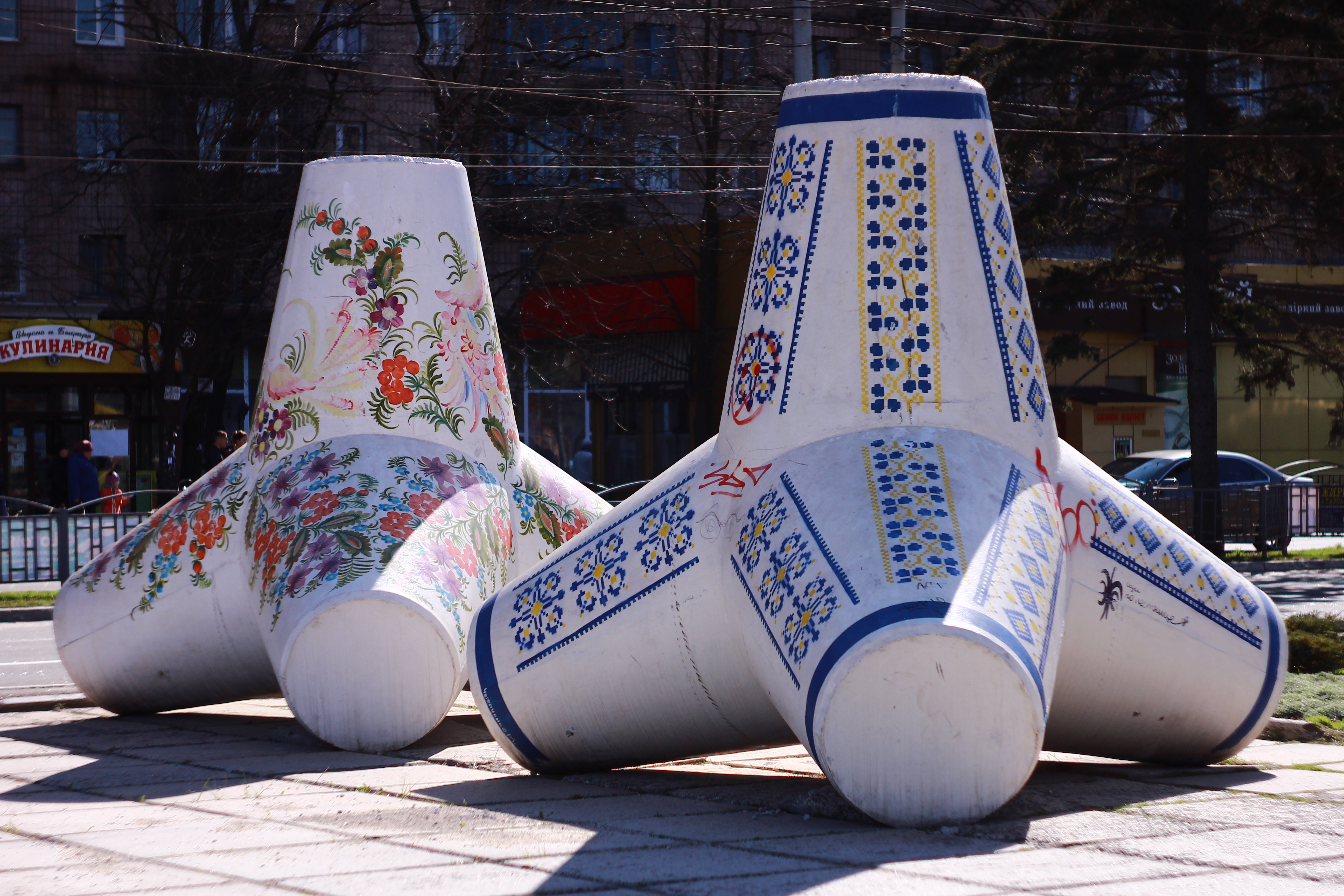
Розмальовані тетраподи, інсталяція проти російської агресії

У вересні 1991 року над маріупольською міськрадою вперше на сході Україні був піднятий український національний прапор. Тоді ж у місті відкрився перший гуманітарний ЗВО міста — Маріупольський гуманітарний інститут. Економічна криза обернулася згортанням домобудівництва й зупинкою майже всіх державних промислових підприємств. У 1999 році контрольний пакет акцій «Азовсталі» був викуплений промисловою корпорацією «Індустріальний союз Донбасу». 2 листопада 2000 року Верховна Рада України прийняла закон про продаж контрольного пакета акцій ВАТ «ММК імені Ілліча» трудовому колективу, що стало безпрецедентним випадком у новітній історії України.
24 жовтня 1996 року завдяки ініціативі грецької діаспори Приазов'я в Маріуполі було відкрите консульство Грецької Республіки. За підсумками 2002 року Маріуполь був визнаний найкращим містом України за благоустроєм.
14 серпня 2015 року у місті було повалено пам'ятник Леніну.
У серпні 2016 року місцевий телеканал Громадське телебачення Приазов'я завершив цикл документальних фільмів Місто героїв, який описує життя Маріуполя у 2014—2016 роках.

#### Російсько-українська війна

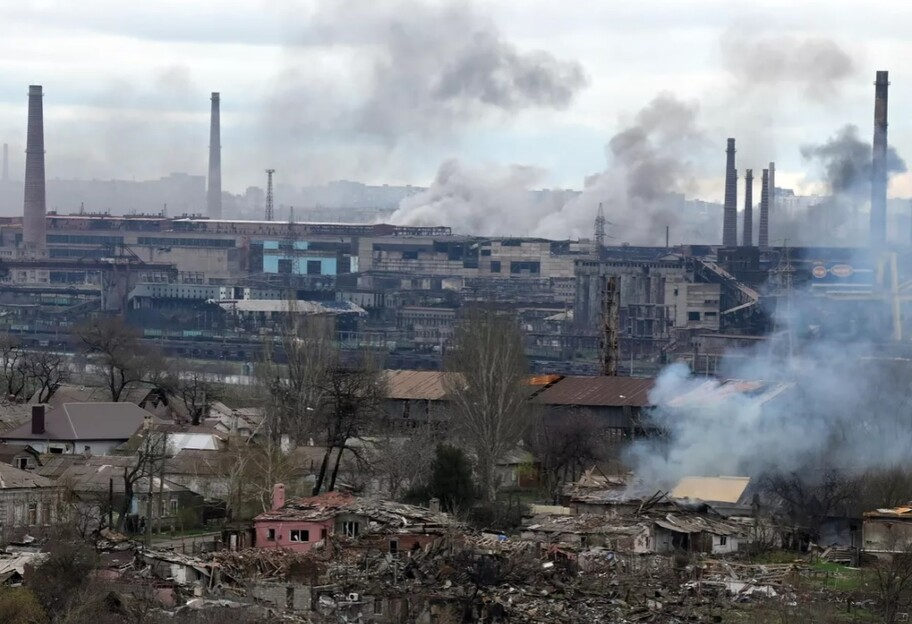
Азовсталь під час боїв

З початком російської агресії Маріуполь, завдяки важливому стратегічному значенню, стає одним із ключових міст російсько-українського протистояння. З 13 квітня 2014 року, місто контролювалося проросійськими терористичними формування «ДНР». 13 червня 2014 місто було визволене від терористів силами добровольчих українських батальйонів, тим не менше місто залишалося вразливим для терактів, найбільший із яких стався 24 січня 2015. У визволене місто було перенесено Донецьку ОДА, а в липні передислоковано Донецьке обласне управління МВС України та Донецьку обласну державну адміністрацію. Проте, вже незабаром ці державні інституції були переміщені до Краматорська.
З 1 березня 2022 року місто перебуває у блокаді російських окупаційних військ. За даними Маріупольської міськради станом на 14 березня кількість загиблих мирних жителів у зв'язку з вторгненням Росії в Україну становить понад 2,3 тис. осіб. Російські війська застосували тактику облоги з блокуванням доставки гуманітарної допомоги жителям міста. Також за інформацією від міськради, окупанти незаконно перевозили жителів Маріуполя на територію Росії та ОРДЛО.
6 березня 2022 року Указом президента України Володимира Зеленського Маріуполю присвоєно звання Міста-героя.
9 березня на Маріупольський пологовий будинок № 2 російські літаки скинули декілька бомб, у результаті будівля була зруйнована. Внаслідок авіаудару сімнадцять осіб постраждало, троє загинуло.
16 березня окупаційні війська скинули бомбу на Маріупольський драматичний театр. Зруйнована центральна частина будівлі. На час авіаудару в сховищі театру переховувались мирні жителі та біженці. Також через авіаудар була зруйнована будівля басейну «Нептун». 19 березня російські військові скинули бомби на Школу мистецтв. На час авіаудару в будівлі переховувалося близько 400 жителів міста. А 20 березня, за даними від полку «Азов», місто обстріляли чотири кораблі військово-морського флоту Росії.
6 квітня 2022 року Маріупольська міська рада повідомила, що після міжнародного розголосу подій у місті Буча Київської області, в Маріуполі російські окупаційні війська запустили в роботу мобільні крематорії, де спалюють тіла загиблих внаслідок російського вторгнення. З огляду на розміри міста, катастрофічні руйнування, тривалість блокади та жорсткий спротив, жертвами окупантів стали десятки тисяч цивільних маріупольців. Саме тому Росія не поспішала давати «зелене світло» місії Туреччини та іншим ініціативам із порятунку та повної евакуації мешканців Маріуполя.
10 квітня, більш ніж через місяць після початку вторгнення, російським силам вдалося повністю взяти в облогу українських військовиків, що залишилися на території комбінату «Азовсталь», який мав складну систему глибоких підземних укриттів і комунікацій. Крім того, внаслідок проведених українськими силами фортифікаційних робіт наземний штурм став дуже ускладненим. Дії російських військ на території «Азовсталі» спричинили гуманітарну катастрофу: українські військовики, які опинилися замкненими в підземеллях комплексу разом із цивільними, відчувавали гостру нестачу води, їжі, лікарських засобів, боєприпасів. Українська сторона стверджувала, що через відсутність стерильних пов'язок, медичних інструментів і антибіотиків поранені воїни приречені на ампутацію пошкоджених кінцівок або на смерть від сепсису. Українські військові майже 2 місяці утримували «Азовсталь» у надскладних умовах. Ситуація привернула велику увагу міжнародної спільноти. У середині травня, розпочався організований вихід українських захисників з території заводу для подальшої домовленості про обмін з російською стороною. Маріуполь опинився в повній окупації.
Загальна кількість загиблих людей у Маріуполі може сягати 100 тисяч.

## Географія

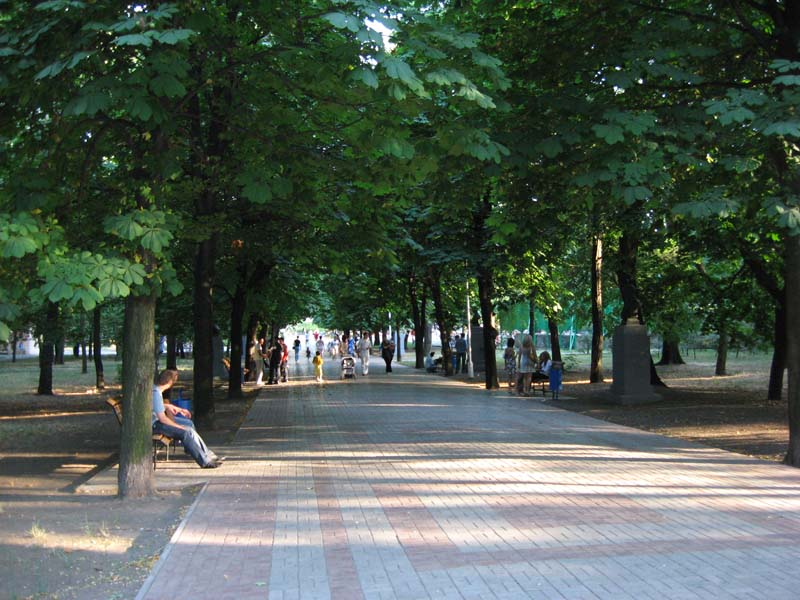
Міськсад заснований у 1863 р.

## Розташування

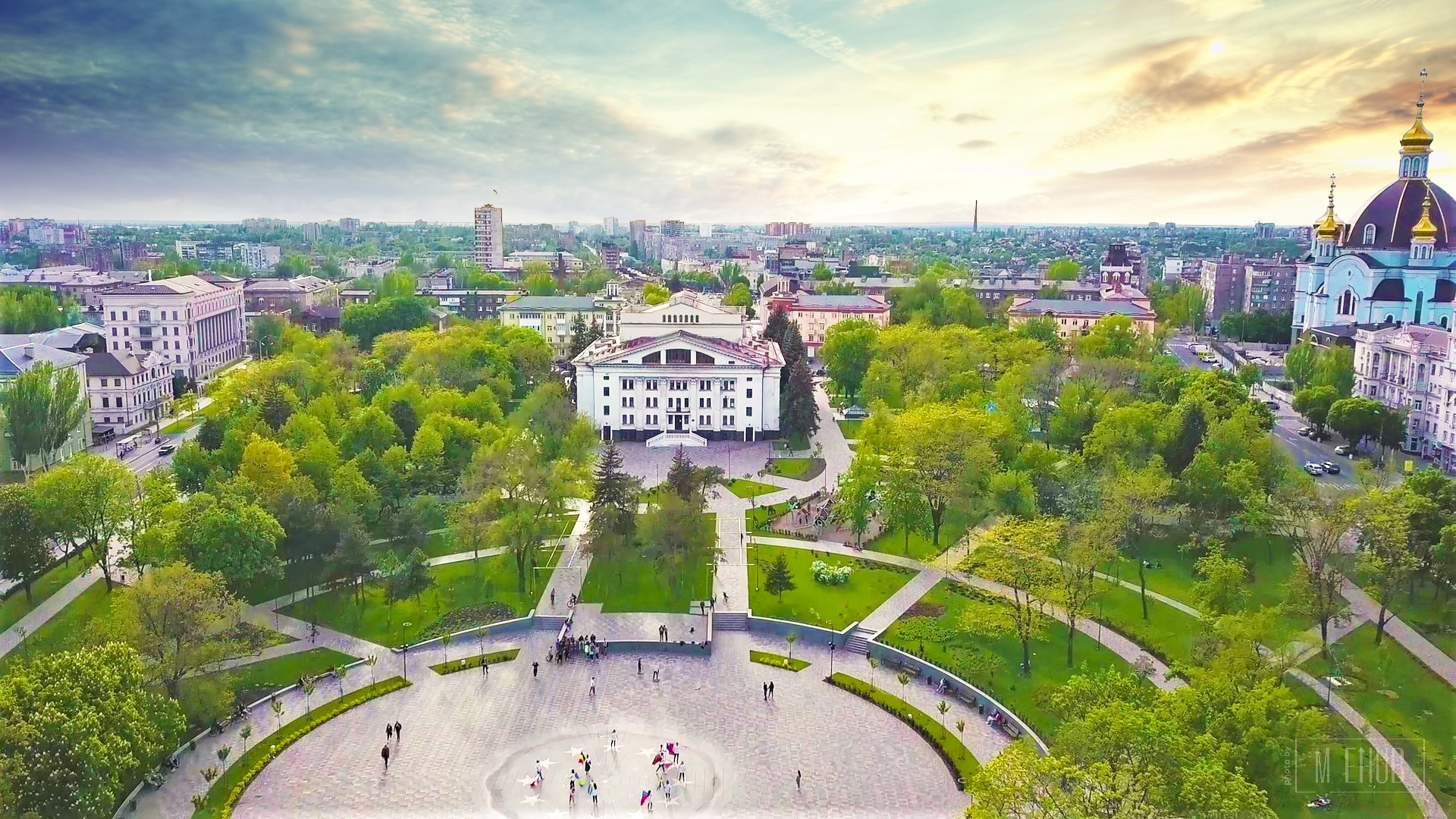
Донецький академічний обласний драматичний театр

Маріуполь розташований на півдні Донецької області на березі Азовського моря, у гирлі річки Кальміус. Місто займає площу 166,0 км² (з передмістями, тобто територіями, підпорядкованими Маріупольській міській раді, — 244,0 км²). У тому числі під забудовою — 106,0 км², зелені масиви — 80,6 км². Ґрунти території міста переважно солонцюваті чорноземи. Наявна значна кількість підземних ґрунтових вод, що часто спричиняє зсуви ґрунтів.

### Клімат
Помірно континентальний із частими посухами та буревіями влітку і відлигами, мрякою взимку. Річна кількість опадів — 400 мм. Кліматичні умови дозволяють вирощувати в передмістях Маріуполя теплолюбні сільськогосподарські культури з довгим вегетаційним періодом (соняшник, баштанні культури, виноград), однак у регіоні обмаль водних ресурсів. Для потреб населення та промисловості використовують ставки та водосховища.
Вітри взимку переважно східні, влітку — північні. Середня температура повітря в січні −5,2 °C, липні — +22,7 °C. Кількість опадів — 450 мм на рік. Абсолютний максимум температури повітря — +40 °C, мінімум — −32 °C.
| Клімат Маріуполя (1955–2011) | Клімат Маріуполя (1955–2011) | Клімат Маріуполя (1955–2011) | Клімат Маріуполя (1955–2011) | Клімат Маріуполя (1955–2011) | Клімат Маріуполя (1955–2011) | Клімат Маріуполя (1955–2011) | Клімат Маріуполя (1955–2011) | Клімат Маріуполя (1955–2011) | Клімат Маріуполя (1955–2011) | Клімат Маріуполя (1955–2011) | Клімат Маріуполя (1955–2011) | Клімат Маріуполя (1955–2011) | Клімат Маріуполя (1955–2011) |
| Показник                     | Січ.                         | Лют.                         | Бер.                         | Квіт.                        | Трав.                        | Черв.                        | Лип.                         | Серп.                        | Вер.                         | Жовт.                        | Лист.                        | Груд.                        | Рік                          |
| Абсолютний максимум, °C      | 20,0                         | 15,0                         | 18,6                         | 27,2                         | 32,7                         | 37,0                         | 37,2                         | 38,0                         | 32,0                         | 27,1                         | 18,0                         | 13,5                         | 38,0                         |
| Середній максимум, °C        | −0,8                         | −0,1                         | 4,9                          | 13,1                         | 19,7                         | 24,4                         | 27,2                         | 26,5                         | 20,7                         | 13,2                         | 5,9                          | 1,0                          | 13,1                         |
| Середня температура, °C      | −3,3                         | −2,8                         | 1,7                          | 9,4                          | 15,8                         | 20,2                         | 22,7                         | 21,9                         | 16,4                         | 9,6                          | 3,2                          | −1,3                         | 9,6                          |
| Середній мінімум, °C         | −5,9                         | −5,5                         | −1,1                         | 5,8                          | 11,5                         | 15,3                         | 17,6                         | 16,8                         | 11,7                         | 5,9                          | 0,6                          | −3,8                         | 5,8                          |
| Абсолютний мінімум, °C       | −26,6                        | −25                          | −20                          | −7,3                         | 0,0                          | 5,6                          | 8,9                          | −1                           | −1,1                         | −8                           | −17                          | −24,5                        | −26,6                        |
| Норма опадів, мм             | 35.1                         | 33.0                         | 37.5                         | 44.5                         | 44.0                         | 52.9                         | 44.2                         | 43.0                         | 39.4                         | 28.6                         | 47.8                         | 60.5                         | 510.5                        |
| Днів з опадами               | 17,7                         | 14,9                         | 15,4                         | 10,4                         | 8,1                          | 8,0                          | 5,2                          | 4,1                          | 6,9                          | 9,5                          | 12,7                         | 15,9                         | 128,8                        |
| Вологість повітря, %         | 89.0                         | 86.2                         | 83.0                         | 73.9                         | 70.0                         | 67.5                         | 65.6                         | 61.2                         | 67.4                         | 79.0                         | 86.7                         | 88.9                         | 76.5                         |
| ---------------------------- | ---------------------------- | ---------------------------- | ---------------------------- | ---------------------------- | ---------------------------- | ---------------------------- | ---------------------------- | ---------------------------- | ---------------------------- | ---------------------------- | ---------------------------- | ---------------------------- | ---------------------------- |
| Джерело: Climatebase.ru      |                              |                              |                              |                              |                              |                              |                              |                              |                              |                              |                              |                              |                              |

## Адміністрація

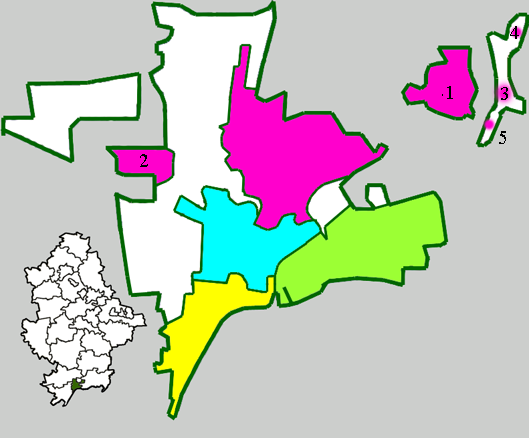
Поділ Території, підпорядкованій Маріупольській міській раді:

| Райони Маріуполя: Центральний Кальміуський Лівобережний Приморський | Населені пункти: 1 — Сартана 2 — Старий Крим 3 — Талаківка 4 — Гнутове 5 — Ломакине |

### Самоврядування
У місті сформована міська рада, очолює яку міський голова. Місто традиційно підтримує ліві й проросійські політичні сили. На останніх парламентських виборах (2012) місто проголосувало за Партію регіонів — 47,6 % голосів, КПУ — 27,8 % голосів, ВО «Батьківщина» — 8,3 % голосів, УДАР — 7,6 % голосів, ВО «Свобода» — 1,6 % голосів.
У 2015 міським головою Маріуполя обраний Вадим Бойченко.

### Адміністративний поділ
- Центральний район, центральний район міста. Народна назва центральної частини району — Центр, або Го́род.
- Кальміуський район, на півночі міста, найбільший за площею та за розвитком промисловості. Народна назва: Ілліча.
- Лівобережний район, на сході міста, на лівому березі Кальміуса. Народна назва: Лівий Берег.
- Приморський район, на півдні міста, на березі Азовського моря. Народна назва центральної частини району: Порт.

## Символіка

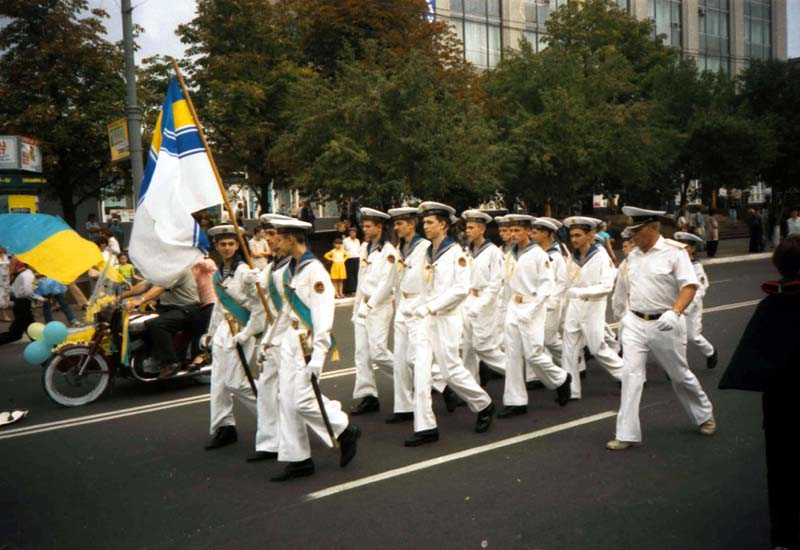
Парад на день міста. Йдуть учні морського ліцею

Сучасний варіант герба використовує композиційні принципи й кольори герба зразка ще 1811 року. Щит розділений горизонтально на дві рівні частини. Зверху поле срібного кольору, знизу — синє. Лінія розділу хвиляста. Синій колір і хвиляста лінія символізують море, тому що Маріуполь — портове місто. Срібне поле символізує виробництво сталі. У центрі герба зображений якір — символ портового міста. Причому, сам якір складається з ковша (кільце якоря), що виливає метал по контурі й цифр 1778 — року заснування міста.
У Маріуполі відзначаються дати місцевого значення: День визволення міста від нацистських загарбників (10 вересня), День визволення від російських окупантів (13 червня), День міста (перша неділя після дати 10 вересня), а також професійні свята: День металурга, День машинобудівника, День моряка та інші.

## Міжнародна співпраця
- Паранагуа, Бразилія[43]
- Пафос, Кіпр[44]
- Генеральне консульство, Греція
- Генеральне консульство, Кіпр

## Населення
| Зміни населення[джерело?] | Зміни населення[джерело?] | Зміни населення[джерело?] | Зміни населення[джерело?] | Зміни населення[джерело?] |
| ------------------------- | ------------------------- | ------------------------- | ------------------------- | ------------------------- |
| Рік                       | Маріуполь                 | Зміна                     | Міська рада               | Зміна                     |
| 1778                      | 168                       | —                         | 168                       | —                         |
| 1782                      | 2,948                     | +1,655 %                  | 2,948                     | +1,655 %                  |
| 1850                      | 4,579                     | +55,33 %                  | 4,579                     | +55,33 %                  |
| 1897                      | 31,800                    | +594,47 %                 | 31,800                    | +594,47 %                 |
| 1913                      | 58,000                    | +82,39 %                  | 58,000                    | +82,39 %                  |
| 1939                      | 221,500                   | +281,90 %                 | 221,500                   | +281,90 %                 |
| 1941                      | 241,000                   | +8,80 %                   | 241,000                   | +8,80 %                   |
| 1943                      | 85,000                    | −64,73 %                  | 85,000                    | −64,73 %                  |
| 1959                      | 283,600                   | +233,65 %                 | 299,100                   | +251,88 %                 |
| 1979                      | 502,600                   | +77,22 %                  | 525,000                   | +75,53 %                  |
| 1987                      | 529,000                   | +5,25 %                   | 552,300                   | +5,20 %                   |
| 1989                      | 518,900                   | −1,91 %                   | 541,000                   | −2,05 %                   |
| 1994                      | 520,700                   | 0,35 %                    | 543,600                   | 0,48 %                    |
| 1998                      | 499,800                   | −4,01 %                   | 521,300                   | −4,10 %                   |
| 2001                      | 492,200                   | −1,52 %                   | 514,500                   | −1,30 %                   |
| 2002                      | 489,700                   | −0,51 %                   | 510,800                   | −0,72 %                   |
| 2005                      | 481,600                   | −1,65 %                   | 502,800                   | −1,57 %                   |
| 2006                      | 477,900                   | -0,77 %                   |                           |                           |
| 2007                      | 477,600                   | -0,06 %                   | 499,600                   | —                         |
| 2008                      |                           |                           | 496,600                   | -0,60 %                   |
| 2009                      | 471,975                   |                           | 493,962                   | -0,53 %                   |
| 2010                      | 469,336                   | -0,56 %                   | 491,295                   | -0,54 %                   |
| 2011                      | 466,665                   | -0,57 %                   | 488,541                   | -0,56 %                   |
| 2012                      | 464,457                   | -0,47 %                   | 486,320                   | -0,45 %                   |
| 2013                      | 461,810                   | -0,57 %                   | 483,679                   | -0,54 %                   |
| 2014                      | 458,533                   | -0,71 %                   | 480,406                   | -0,68 %                   |

На 1 січня 2015 року кількість населення становила 455,1 тис. мешканців. За останнє сторіччя кількість населення зросла майже у 12 разів. У місті мешкають українці, росіяни, греки, білоруси, вірмени, євреї тощо. Мова спілкування — це специфічне фонетично-лексичне злиття української, російської та грецької мов, що становить собою особливу приазовську (або маріупольську) говірку. З погляду фонетики та фразеології мовлення яскраво репрезентує степовий говір української мови.[джерело?]
Значний вплив у 19 столітті українська мова у Приазов'ї зазнала завдяки перемішуванню із грецькою мовою, яке відбувалося впродовж століття і триває понині. Завдяки активній русифікації у 20 столітті приїждже населення поступово втрачало українську ідентичність, але на сьогодні Маріуполь, як буферна зона між Росією та Україною, перебуває у постійному взаємообміні із переважанням російської. Завдяки постійному припливу сільського населення асиміляційні процеси майже не позначаються на русифікації регіону.
За даними перепису 2001 року рідною мовою назвали українську 10,10 %, російську — 89,39 % грецьку — 0,11 % мешканців м. Маріуполь.
За даними перепису 2001 на території, підпорядкованій міській раді Маріуполя, мешкало 514 548 осіб, у тому числі в місті Маріуполь — 492 176 осіб.

### Національний склад
Національний склад населення за даними перепису 2001 року:
| Національність | Чисельність (осіб) | Частка (%) |
| -------------- | ------------------ | ---------- |
| Українці       | 248 683            | 48,7       |
| Росіяни        | 226 848            | 44,4       |
| Греки          | 21 923             | 4,3        |
| Білоруси       | 3 858              | 0,8        |
| Вірмени        | 1 205              | 0,2        |
| Євреї          | 1 176              | 0,2        |
| Болгари        | 1 082              | 0,2        |
| Інші           | 6 060              | 1,2        |
| Загалом        | 510 835            | 100        |

### Мова
Розподіл населення за рідною мовою за даними перепису 2001 року:
| Мова            | Кількість | Відсоток |
| --------------- | --------- | -------- |
| російська       | 436651    | 89.39 %  |
| українська      | 49332     | 10.10 %  |
| грецька         | 520       | 0.11 %   |
| вірменська      | 377       | 0.08 %   |
| білоруська      | 273       | 0.06 %   |
| циганська       | 237       | 0.05 %   |
| румунська       | 78        | 0.01 %   |
| болгарська      | 55        | 0.01 %   |
| інші/не вказали | 939       | 0.19 %   |
| Усього          | 488462    | 100 %    |

З 2022 року Росія, що незаконно окупує Маріуполь, вживає заходів для викорінення української мови та зросійщення міста: в усіх навчальних закладах міста викладають тільки російською мовою, до міста масово завозять росіян.

## Економіка

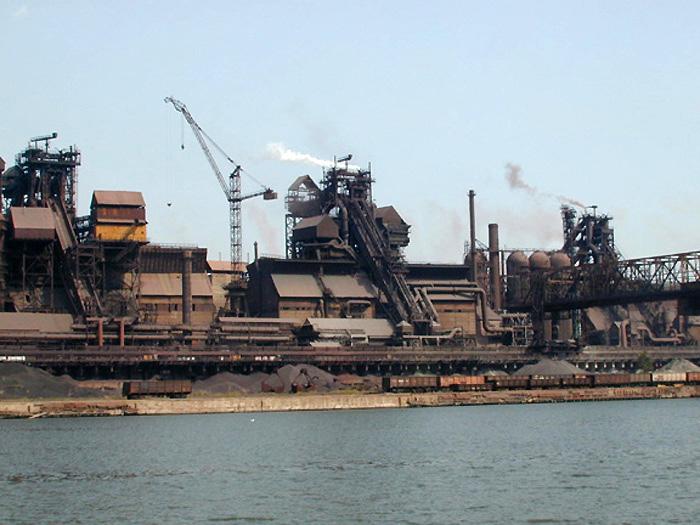
Азовсталь

### Промисловість
За оборотом реалізації готової продукції промисловість Маріуполя займала перше місце в регіоні. В розрізі основних груп промислової продукції традиційно переважали:
- продукція металургії і готових металевих виробів — 78,3 %.
- Маріупольський металургійний комбінат імені Ілліча — чистий дохід 13,348 млрд грн.
- Азовсталь Чистий дохід 15,705 млрд грн.
- продукція машинобудування (14,2 %).
- Азовзагальмаш (концерн «Азовмаш», чистий дохід 1,950 млрд грн.
- Маріупольський завод важкого машинобудування, чистий дохід 1,071 млрд грн.
- судноремонтний завод, завод «Електробутприлад», «Термічний завод», «Азовелектросталь», Маріупольський дослідно-експериментальний завод, завод «Магма».

### Будівництво
Переважало промислове будівництво. Масова забудова житлових кварталів у місті скінчилася у 80-х роках минулого сторіччя. До 24.02.2022 року будувалось головним чином комфортабельне житло. Будівельними установами міста за 9 місяців 2005 року виконаний обсяг підрядних будівельно-монтажних робіт на 304,4 млн гривень. Міська частка за цим показником у загальнообласному — 22,1 %.

### Фінанси
Станом на 01.12.2015 надходження доходів загального фонду бюджету склали ₴ 2142,5 млн (у тому числі: власних доходів загального фонду — 990,8 млн, міжбюджетні трансферти — 1151,7 млн (з них субвенції з державного бюджету: на освіту — 282,1 млн, на охорону здоров'я — 345,5 млн).
За січень-серпень 2015 обсяг реалізації промислової продукції склав ₴ 43,4 млрд. Виробництво скоротилося: чавун на 16,5 %, сталь на 19,5 %, агломерат на 17,8 %, прокат на 5,6 %. За обсягами продукції, Маріуполь займає перше місце в області.

## Інфраструктура

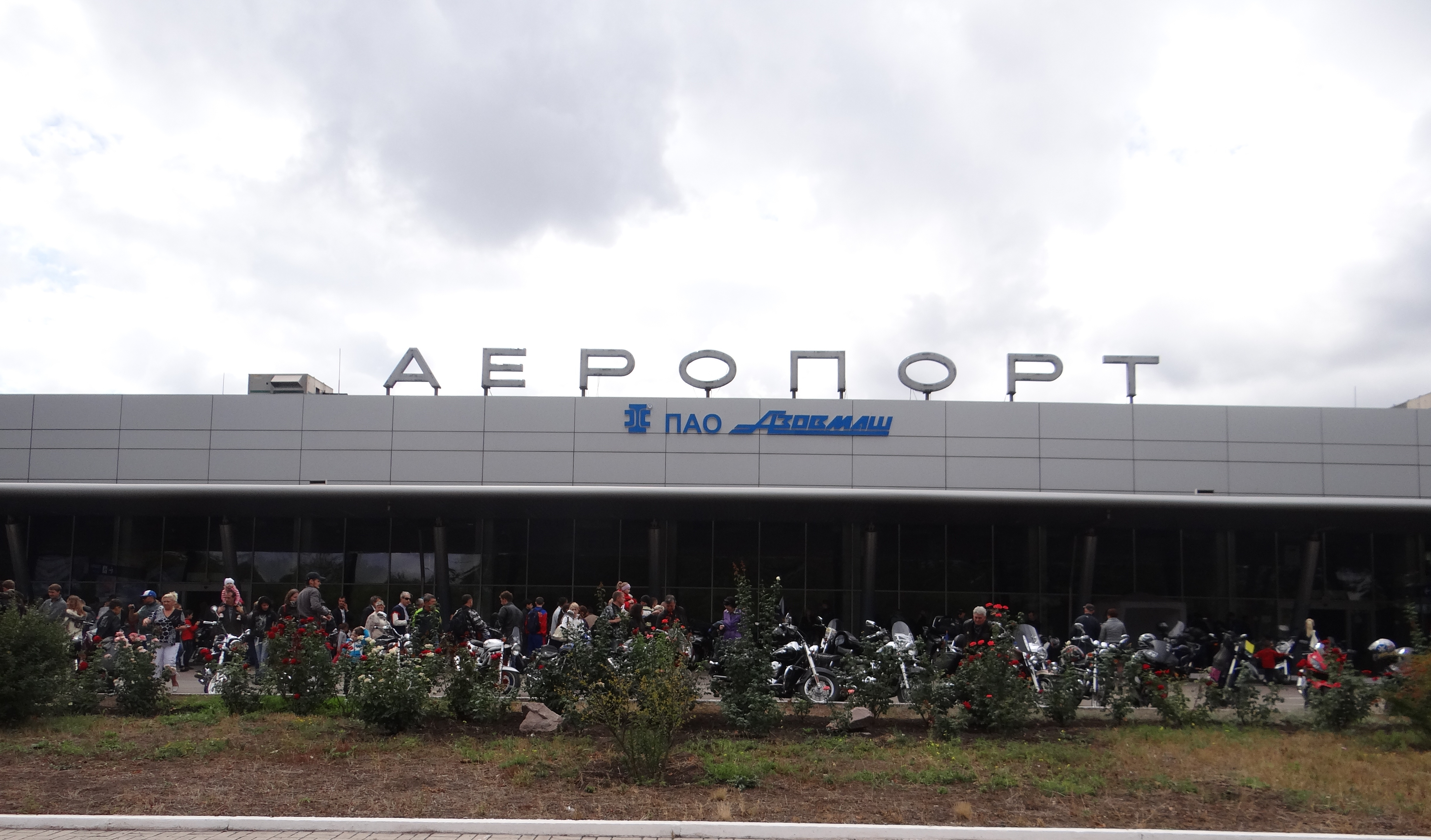
Аеропорт

### Зв'язок
У місті працювали усі провідні українські оператори мобільного зв'язку. У радянський час у місті працювало 10 АТС, в останній час додалося ще 6 цифрових АТС. З початком російської облоги робота українських операторів зв'язку припинилася.

### Транспорт

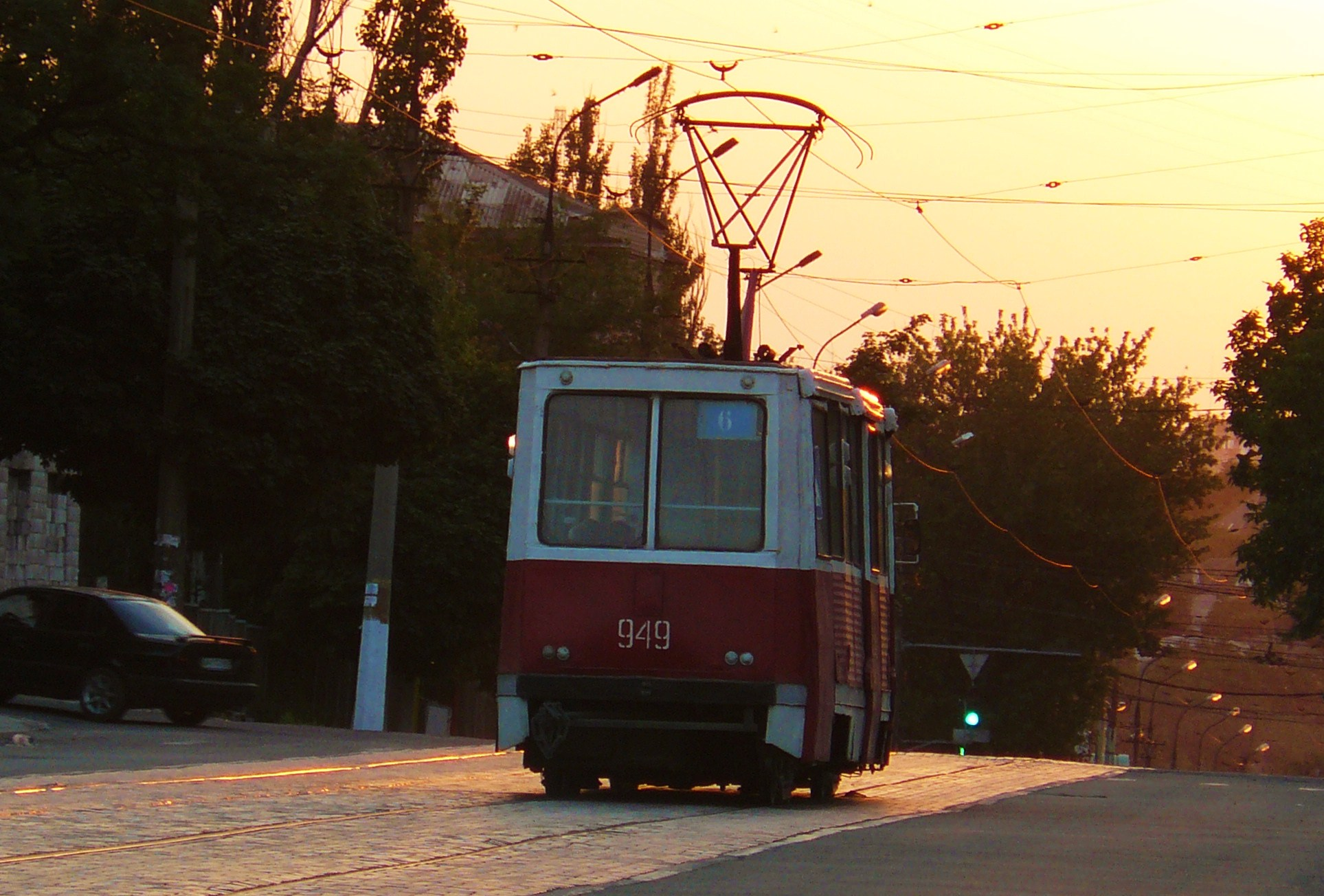
Маріупольський трамвай

Маріуполь є точкою перетину трас національного та міжнародного значення. Слов'янськ — Донецьк — Маріуполь (Н20) і Ростов-на-Дону — Одеса (E58, М14), Маріуполь — Запоріжжя (Н08).
З Маріуполя здійснювалось пряме залізничне сполучення з багатьма містами України; приміський рух електропоздів здійснювався лише до станції Волноваха. З маріупольського аеропорту до початку російсько-української війни здійснювалися рейси в міста України, Росії, Туреччини, Греції та інших країн. У місті функціонував міжнародний автовокзал і приміська автостанція АС-2. Маріупольський морський торговельний порт (найбільший на Азовському морі і один із найбільших в Україні, вантажообіг близько 15 мільйонів тонн на рік) цілий рік здійснював вантажоперевезення в десятки країн світу.
У місті діяло автобусне, тролейбусне, трамвайне сполучення; зареєстровано близько 100 тисяч одиниць автомобільного транспорту.

### Стан довкілля
Маріуполь займає перше місце в Україні за об'ємами викидів шкідливих речовин промисловими підприємствами. В останні роки проблемами екології почали займатися провідні підприємства міста, у зв'язку з чим за 15 останніх років промислові викиди знизилися майже в 2 рази.

### Парки
Міський сквер («Театральна площа»), Екстрім-парк (нові атракціони біля найбільшого в місті Палацу Культури Металургів), Лугопарк імені Гурова (колишній імені 200-річчя Маріуполя), Міський сад («Горсад», «Дитячий ЦПКіВ»), парк «Веселка» у Орджонікідзевському районі, «Петровського» (біля сучасного стадіону імені Володимира Бойка та споруд баскетбольного клубу «Азовмаш») — у Кальміуському, Приморський парк — у Приморському районі міста.

### Туризм
У місті знаходилося кілька готелів, зокрема, «Азовсталь», «Гранд Готель», «Дружба», «Європейська», «Меридіан», «Морська», «Моряк», «Приазов'я», «Снайпер», «Спартак», «Турист», «Чайка», загальною кількістю місць понад 800.

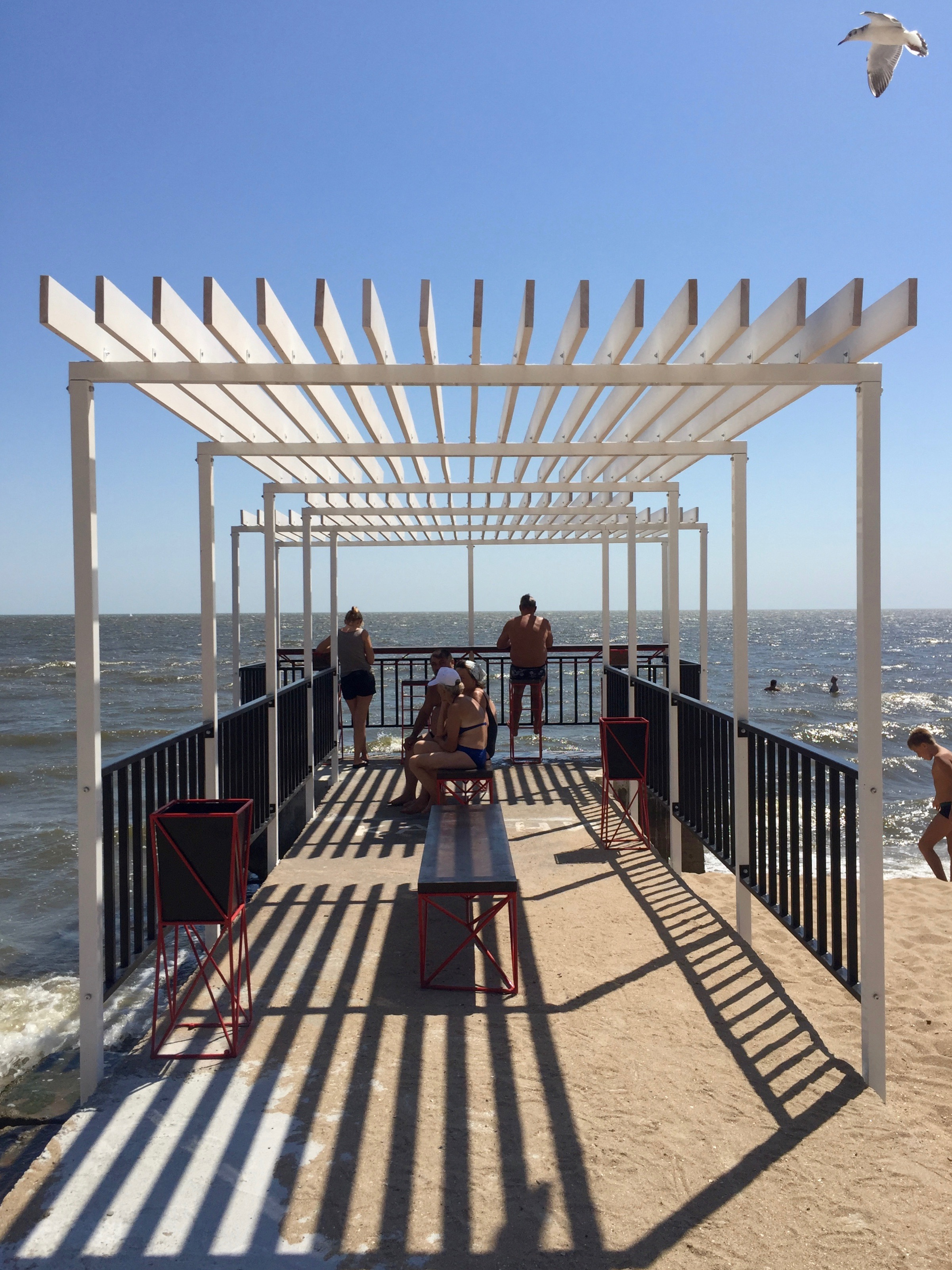
Пірс на центральному пляжі

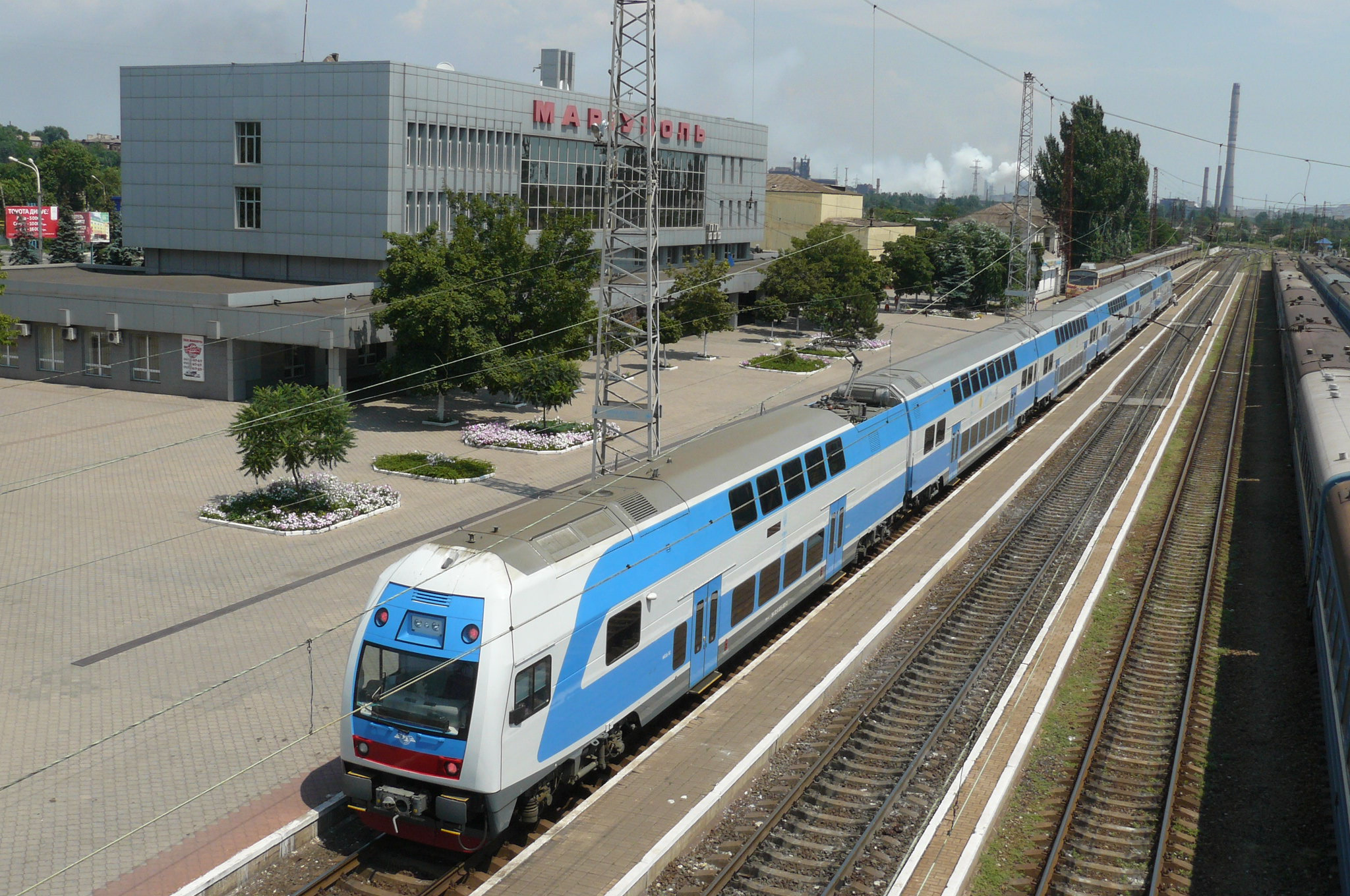
Електропоїзд EJ 675 на станції Маріуполь

Туристичний інтерес має головним чином узбережжя Азовського моря. Навколо міста простягнулася смуга курортних селищ: Мелекине, Урзуф, Ялта, Сєдове, Безіменне, Сопине тощо. Працювали туристичні фірми («Азов-Вояж», «Азовінтур» тощо). Перші санаторії були відчинені в місті у 1926 році. Вздовж моря тут протягом 16 км протягнулася вузька смуга піщаних пляжів. Температура води улітку +22…+24 °С. Тривалість купального сезону — 120 днів.
Засновником туристичного руху у Маріуполі вважається засновник першого туристичного клубу «Планета» у 1962 році — Некрасовський Юрій Яковлевич

### Охорона здоров'я
У Маріуполі до початку повномасштабного російського вторгнення функціонувало більш як 30 лікувальних, лікувально-оздоровчих та медичних установ — лікарні, ЦПМСД (поліклініки), станція переливання крові, станція швидкої та невідкладної медичної допомоги, санаторії, санаторії-профілакторії, обласний центр соціального обслуговування пенсіонерів та інвалідів, 3 ургентних («опорних») багатопрофільних лікарень, зокрема Обласна лікарня інтенсивного лікування м. Маріуполь, кардіоцентр (ЛШМД), ковідні госпіталі (міська лікарня № 9). Під час бойових дій в місті лікарі та медичний персонал героїчно надавав медичну допомогу мешканцям міста в неймовірно важких умовах — за відсутності медичних препаратів, водо- та енергопостачання, цілодобово не покидаючи робочих місць. На жаль, за часів російської окупації багато медиків погодились на співпрацю з окупантами.

## Культура

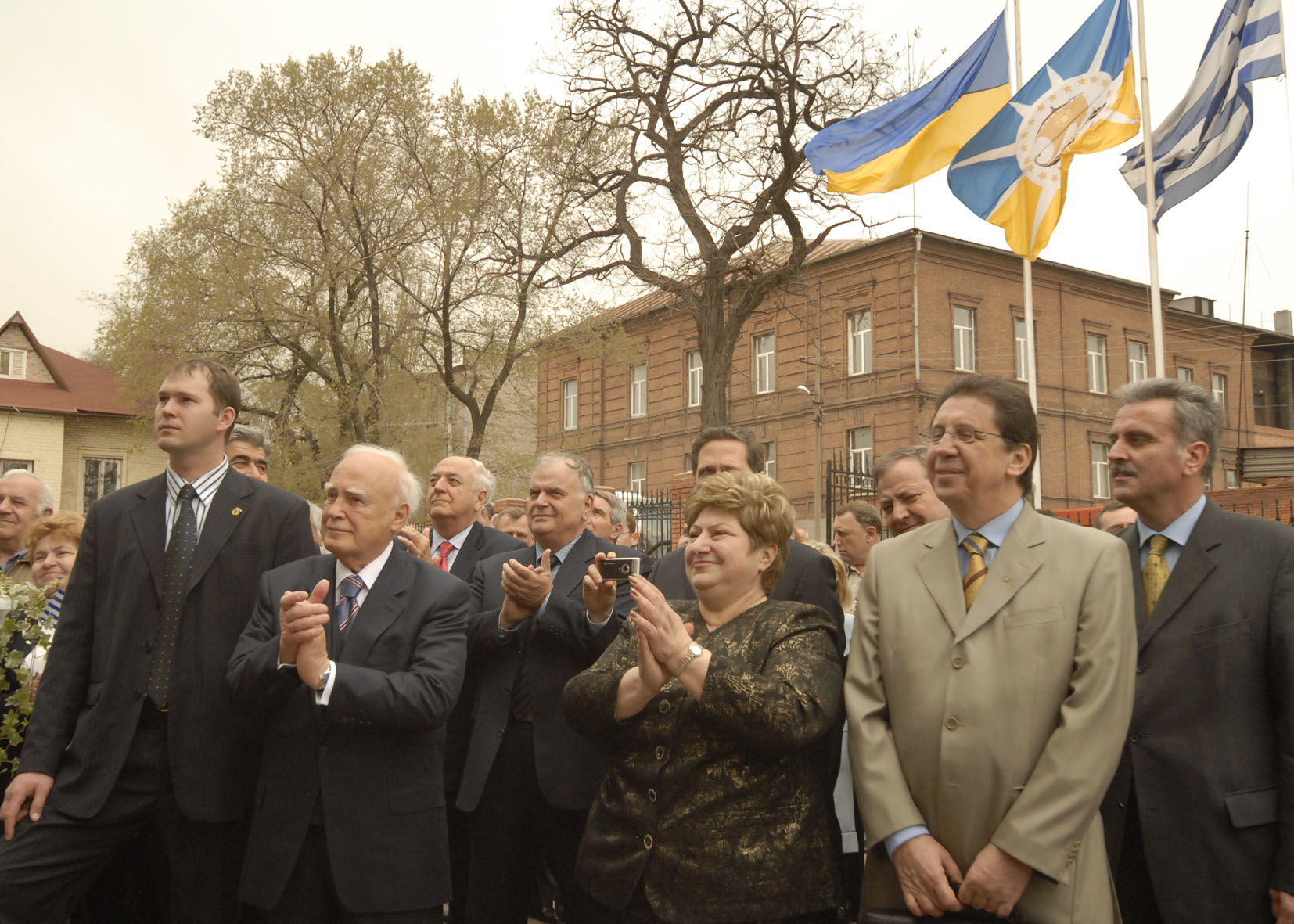
Візит Президента Греції Каролоса Папульяса в Маріуполь, 2008 рік (на фото також Олександра Проценко-Пічаджі, посол Греції в Україні Харіс Дімітріу, генеральний консул Греції в Маріуполі Франгіскос Костелленос)

До 24.02.2022 року Маріуполь — друге за значенням місто в Донецькій області (після Донецька), десяте за чисельністю населення в Україні. Має давню історію (Маріуполь — перший населений пункт на території Донецької області, що одержав статус міста, в 1779 році). Місто мало статус «металургійної столиці» України, регіональним курортом, неодноразово одержував вищі місця в українських рейтингах за благоустроєм тощо.

Архип Куїнджі, «Чумацький шлях у Маріуполі»

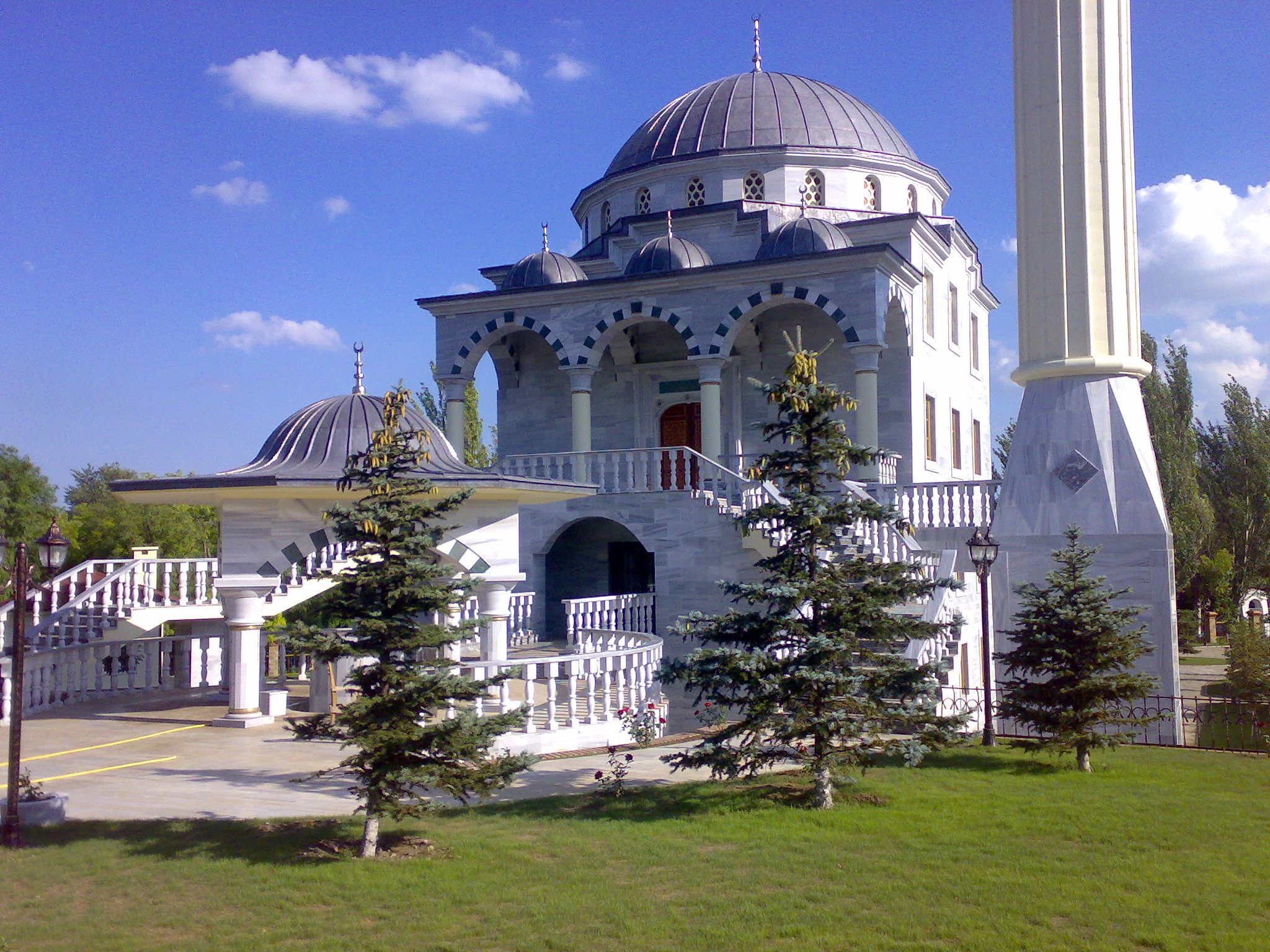
Маріупольська мечеть Сулеймана та Роксолани

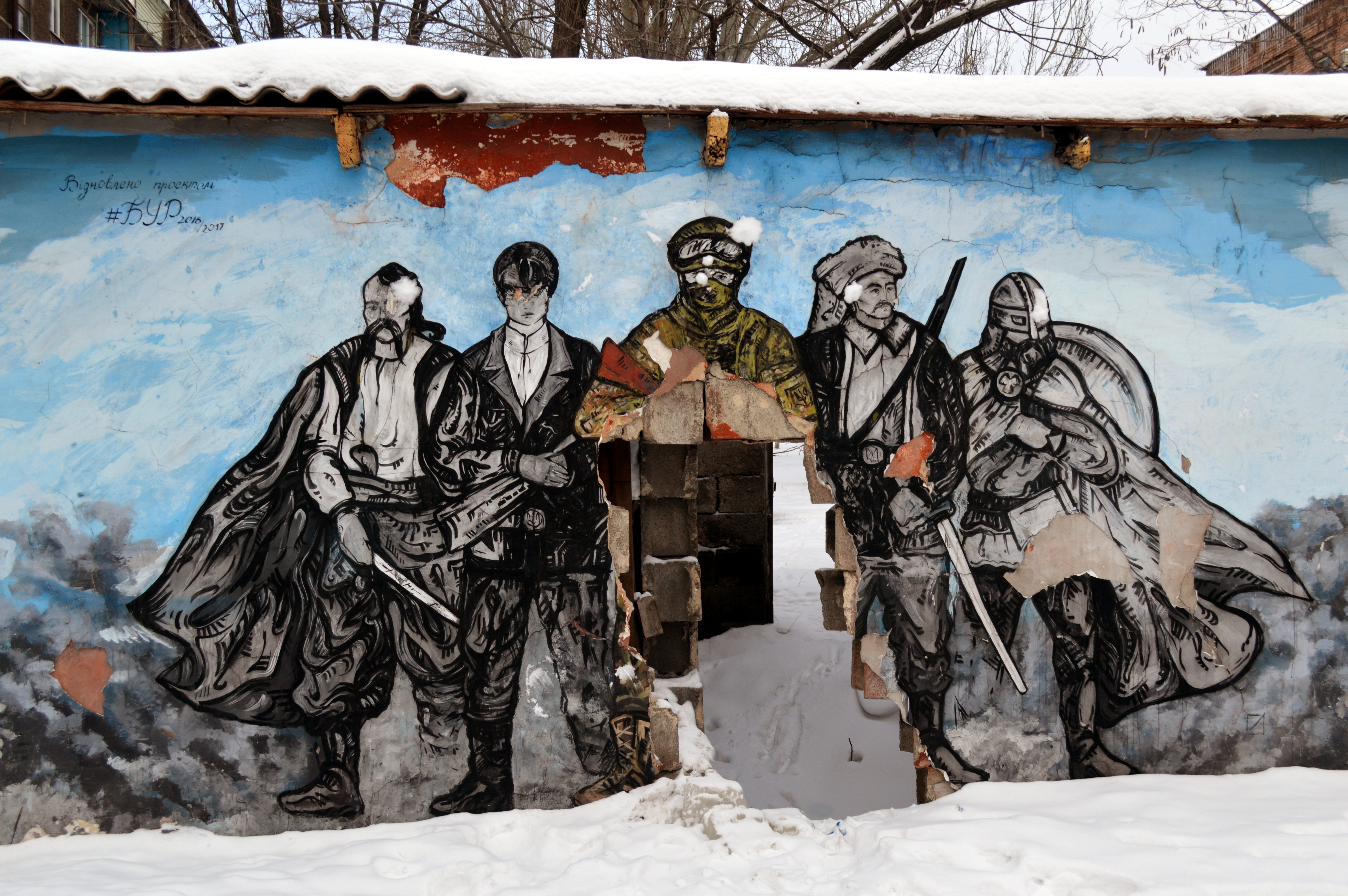
Мурал «Покоління захисників». Створений у серпні 2016, знищений навесні 2019.

У порівняно молодому місті (трохи більше 200 років) не було умов для розквіту великих архітектурних стилів. Знищений міський собор мав ознаки провінційного класицизму. Пересічна забудова кінця 19-го — початку 20-го ст. має всі ознаки декоративного стилю капіталізму модерн (ар нуво) — прихисток ветеранів Першої світової війни (краєзнавчий музей), хоральна синагога 1882 р, зруйнована), колишнє Духовне училище(1880 р.), колишня Олександрівська чоловіча гімназія (арх. М. К. Толвінський), особняк лікаря Гампера С. В. 1897 р.), готель «Контіненталь» (ДК «Азовсталь»).
До 1917 року Маріуполь мав дев'ять православних храмів, католицький костел св. Катерини (1860 р.), декілька синагог. Найкращою за архітектурними якостями була церква Марії Магдалини псевдовизантійського стилю (освятили 1897 р, зруйнована, забудовано драматичним театром). Найбільший серед сучасних храмів — собор св. Миколи Чудотворця (арх. Клюєв А. Д. та Еренбург Н. Ю., 1992 р). Мусульманам побудували мечеть Сулеймана Великого та Роксолани на гроші азербайджанської громади.
У різні роки в Маріуполі жили письменники В. Короленко, О. Серафимович, малював краєвиди та будівлю Азовсталі художник А. В. Лентулов (твори нині в Третьяковській галереї). На початку 1930-х рр. Маріуполь відвідав Костянтин Ціолковський, де читав лекції з міжпланетних мандрів.
У Маріуполі народився видатний художник Архип Куїнджі (близько 1842—1910), вчитель Миколи Реріха (1874—1947).
Найбільше значення для мистецького життя міста мали творчість скульптора Георгія Короткова (музей Г. Й. Короткова, переведений у приміщення Приазовського державного технічного університету), та уславленого медальєра Юхима Харабета (1929—2004) — музейна збірка при Центрі сучасного мистецтва та виставковому залі (пр. Металургів, 25). Харабет багато корисного зробив для медальєрного мистецтва України.
Місто Маріуполь двічі приймав Міжнародний фестиваль грецької культури «Мега-Йорти» імені Доната Патричі 1990 та 1991 року.

### Театри, музика та кіно

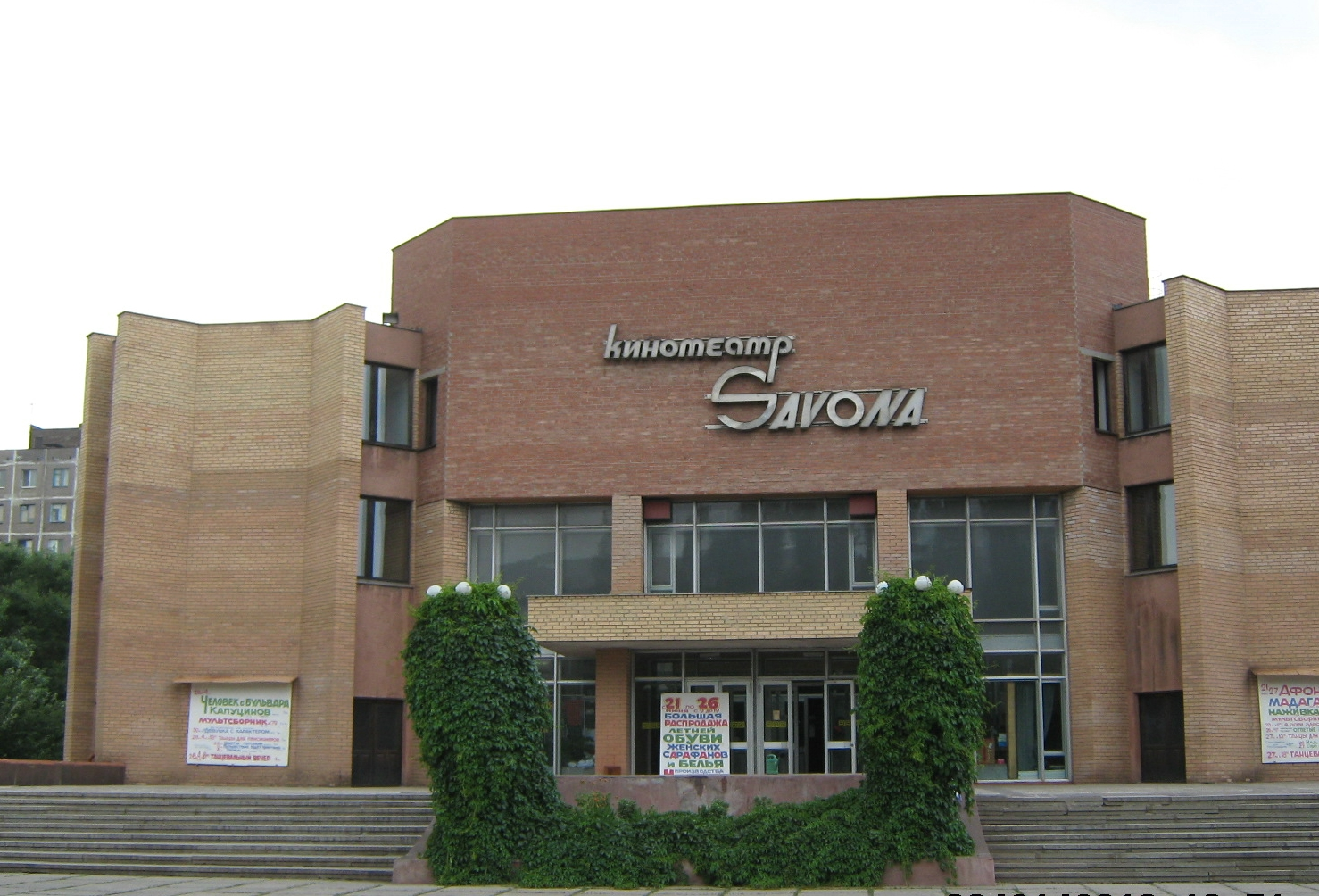
Кінотеатр «Савона»

У 2003 році Донецький академічний обласний драматичний театр відсвяткував своє 125-річчя. У театрі працював талановитий колектив акторів, серед яких було два народних та два заслужених артисти України. За внесок у духовне виховання регіону драмтеатр у 2000 році став лауреатом конкурсу «Золотий Скіф».
16 березня 2022 року знищений з численними людськими жертвами авіаударом російських збройних сил.
Театр ляльок (створений у 1999 році).
Кінотеатри: «Буревісник», імені Лукова, «Комсомолець», «Победа» («Перемога»), Multiplex, «Савона», «Союз», «Ювілейний», «Маріуполь», «Родина», імені Леніна. Нині не діє жоден.
Палаци культури (разом із так званими клубами — всього 16 одиниць): Палац культури «Молодіжний», Палац культури «Іскра», пр. Ілліча, Маркохім, та ін. На даний час не функціонують.

### Музеї
Маріупольський краєзнавчий музей був заснований 6 лютого 1920 року міським відділом народної освіти Маріупольської ревкому. Перша експозиція була створена в 1920 році і відкрита для відвідувачів. Дослідження наукових співробітників музею сприяли створенню в Приазов'ї природних заповідників. Музей мав сім експозиційних залів, наукову бібліотеку, фонд якої становили 17 тисяч книг. Музей мав постійно діючу експозицію, яка висвітлювали природні умови південної частини Донецької області та історію краю, починаючи з первісних часів і до наших днів. В експозиції музею можна було одночасно побачити все розмаїття флори, фауни даного регіону, яка зазнала значних змін під дією антропогенних факторів цивілізації.
Художній музей імені Куїнджі було відкрито у 2010. Частку власних творів музею передав художник Арнаутов Віктор Михайлович (1896—1979), що довго працював у США і був деякий час співпрацівником мексиканського художника Дієго Рівера. У фондах музею зберігалися твори майстрів Росії і України XX століття. 21 березня 2022 року прямим попаданням авіабомби російських окупантів будівлю музею було знищено. За попередньою інформацією, оригіналів робіт Архипа Куїнджі в музеї не було. Натомість невідомою є доля картин інших художників: Івана Айвазовського, Миколи Глущенка, Тетяни Яблонської, Михайла Дерегуса, Андрія Коцки, Миколи Бендрика, Леоніда Гаді.
Міський центр сучасного мистецтва і культури імені А. І. Куїнджі являв собою експозиційну площу та художні фонди, що містили більше 2 тисяч робіт. Щороку виставкова зала центру приймала до п'ятдесяти художніх виставок різних напрямків мистецтва.
Працювали також музей етнографії (в минулому — музей А. О. Жданова), музей медальєра Юхима Харабета, Харбарбонд, Азовський морський музей ім. В. А. Палія, Музей історії комбінату Ілліча; Музей Маріупольського морського торговельного порту Народний музей історії ВАТ Маріупольський комбінат «Азовсталь».

### Релігія

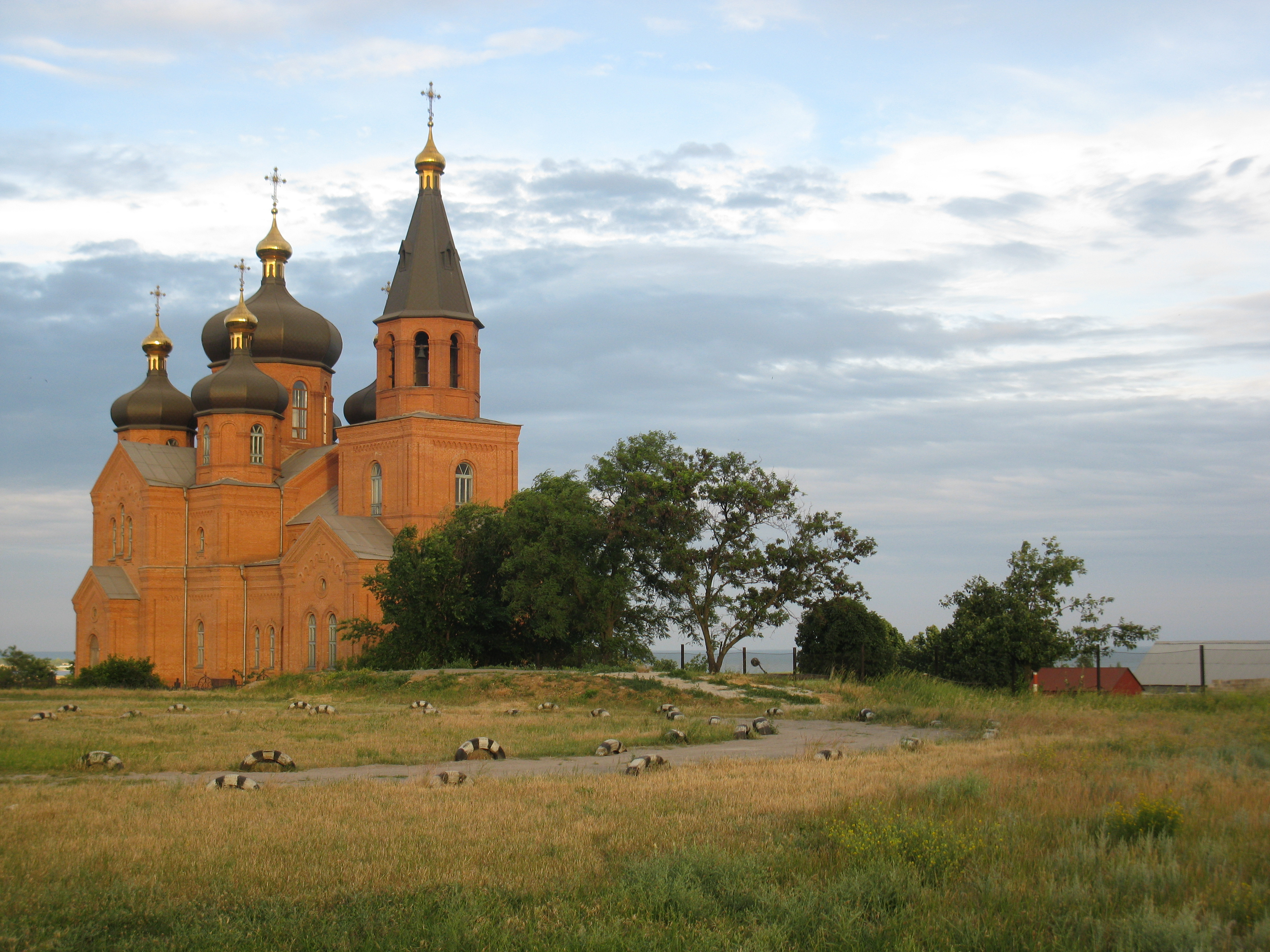
Храм Святого архістратига Михайла

11 церков Української Православної Церкви Московського Патріархату, 3 церкви Православної Церкви України, 52 різні релігійні громади.
Місто прикрашає Свято-Микольський собор (Центральний район, Новоселівка) — в 1989 році була закладена нова будівля церкви в традиційному стилі російських православних церков. Зводилася вона на кошти парафіян. Освячена в 1991 році. У храмі перебувають дві великих святині — копія чудотворної ікони Божої Матері «Маріупольської»; і моці святителя Ігнатія Маріупольського. Щопонеділка (крім свят) у храмі відбувався водосвятний молебень перед іконою Пресвятої Богородиці «Всецариця», що допомагає при онкологічних захворюваннях. При храмі також діяла дитяча недільна школа. Престольний день — 19 грудня.
Інші храми міста — Свято-Миколаївський Портовський (Приморський район), Свято-Преображенський («Спаській»; Приморський район, Черемушки), Свято-Іллінський («Пророка Іллі» Кальміуський район), Свято-Успенський (Лівобережний район), Бориса та Глеба (Приморський район, селище Моряків), та ін.
Також у місті знаходиться мечеть на честь султана Сулеймана Великого і Роксолани. 12 квітня 2022 року Збройні сили Росії обстріляли мечеть Сулеймана Пишного та Роксолани, де переховувалося майже 90 людей.

### Пам'ятки
У передмістях міста на березі Азовського моря відкритий пам'ятник археології пізньонеолітичний родоплемінний могильник кінця III тисячоліття до нашої ери. Під час розкопок тут було знайдено більш ніж 120 скелетів. Поряд із ними знайдено кам'яні та кісткові знаряддя, намиста, прикраси з мушлі молюсків, зубів тварин.
У місті були пам'ятники Тарасові Шевченку, Володимиру Висоцькому, Архипу Куїнджі, Макару Мазаю, Григорію Горбаню, командиру першого Мариупільського ударного радянського батальона Кузьмі Апатову, Крокодилу Годзилі, князю Святославу, пам'ятні знаки Домаха (запорозький форпост), визволення Донбасу, металургам та інші.

### Фестивалі
З 2015 року до Дня Визволення міста від ДНР (13 червня 2014) проходив фестиваль «Вільний Маріуполь», який де-факто набув статусу нового, «проукраїнського» Дня Міста.

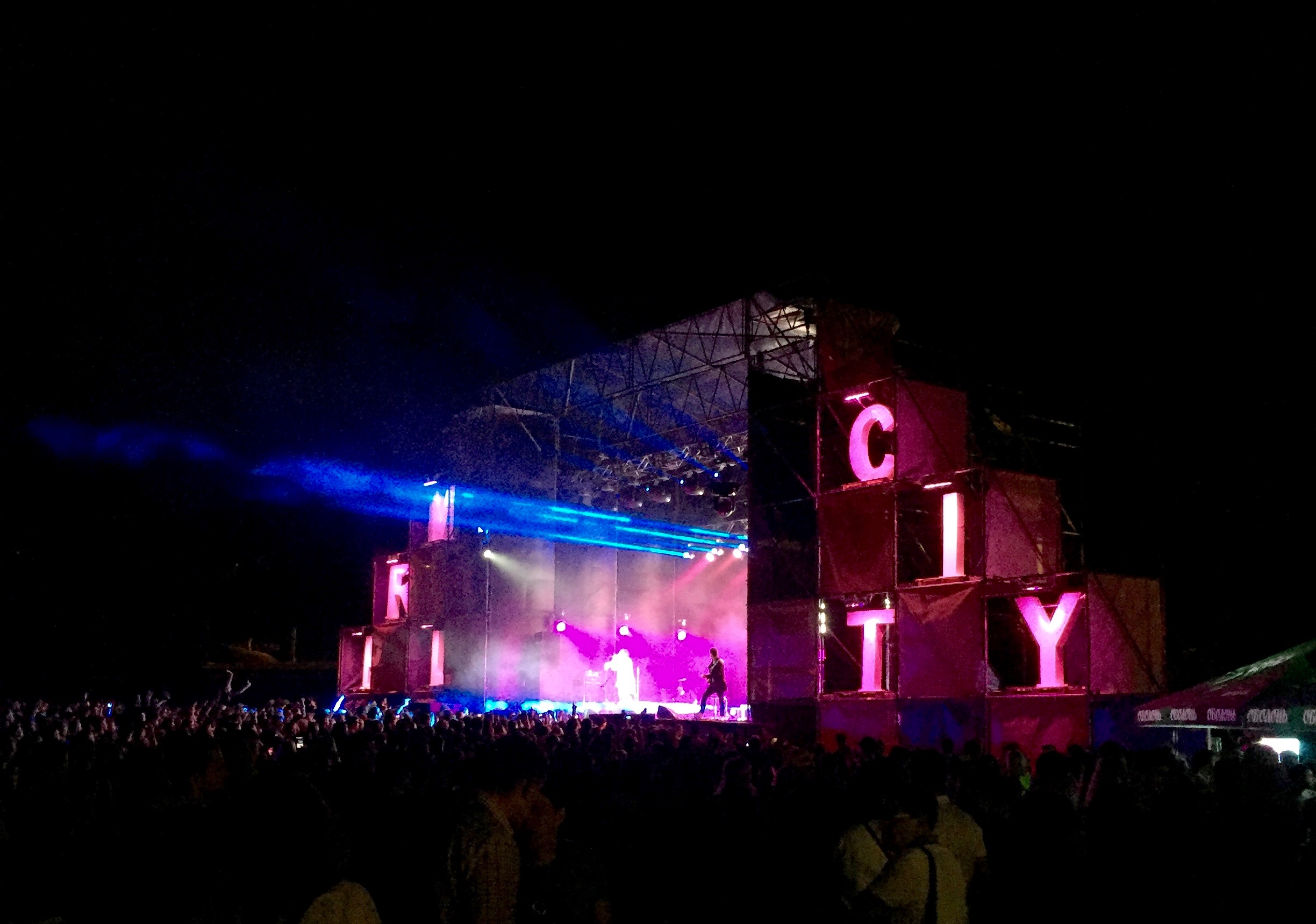
Головна сцена фестивалю MRPL City 2017

У 2015—2016 роках Маріуполь був одним із міст, де відбувався фестиваль З країни в Україну.
У 2015 та 2017 роках у Маріуполі відбулись фінальні концерти культового українського фестивалю Червона рута. У 2015 році музиканти з Маріуполя були допущені до фіналу поза відбірковим конкурсом.
Із літа 2017 у місті відбувався масштабний музичний фестиваль MRPL City. У дебютному фестивалі взяли участь такі артисти, як Noize MC, Бумбокс, O.Torvald, ONUKA, Іван Дорн та інші.
Весною 2018 року в Маріуполі відбувся ГогольFest. 2019 року фестиваль повернувся в Маріуполь.
У 2021-му фестиваль відбувся втретє. Музична сцена була представлена такими виконав(и)цями, як Ragapop, Стас Корольов тощо. Центральною подією фестивалю став перфоманс «Дорога додому» [Архівовано 4 червня 2021 у Wayback Machine.] за участю гурту «ДахаБраха».

## Архітектура

### Основні об'єкти

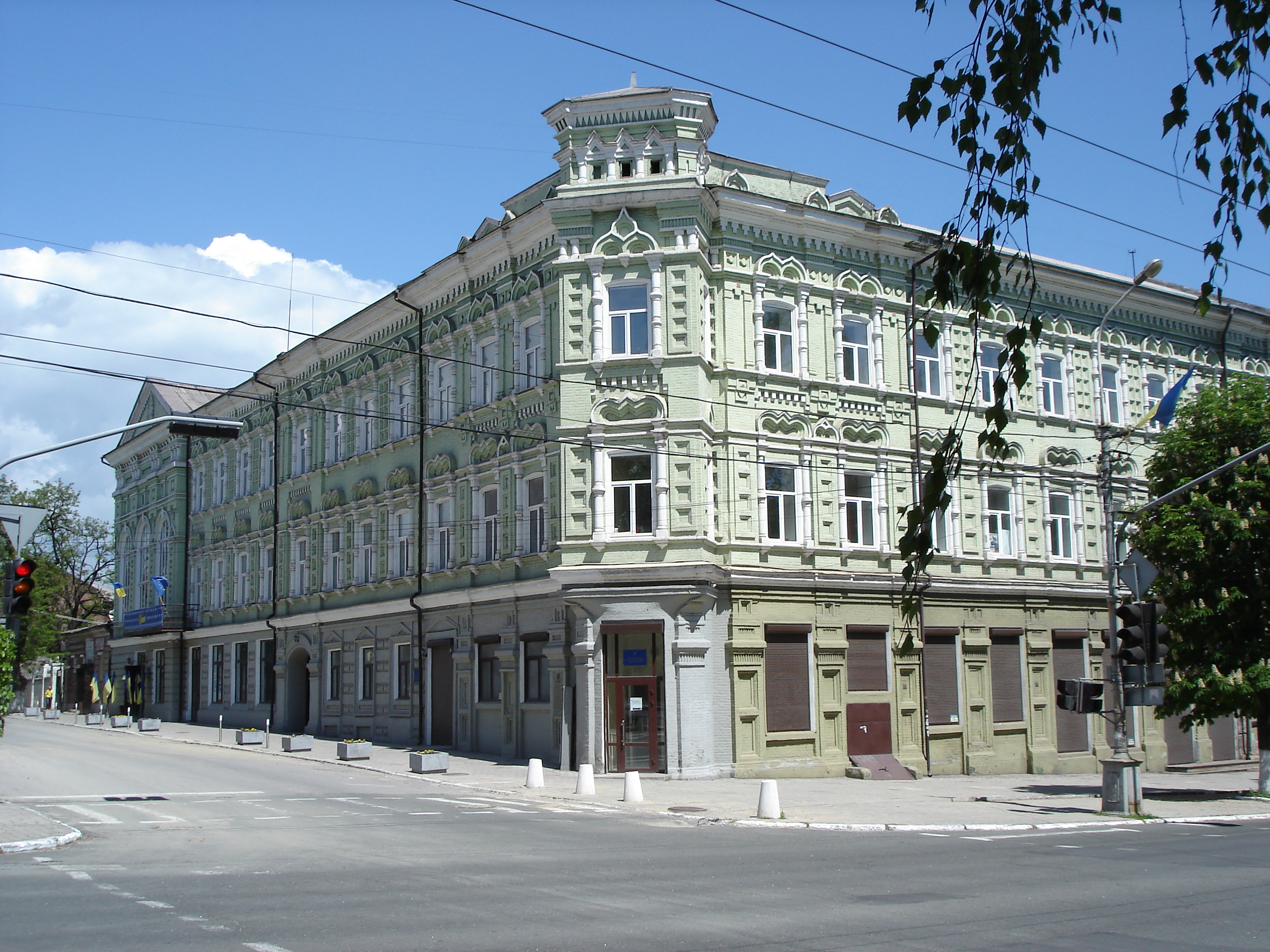
Палац культури «Молодіжний»

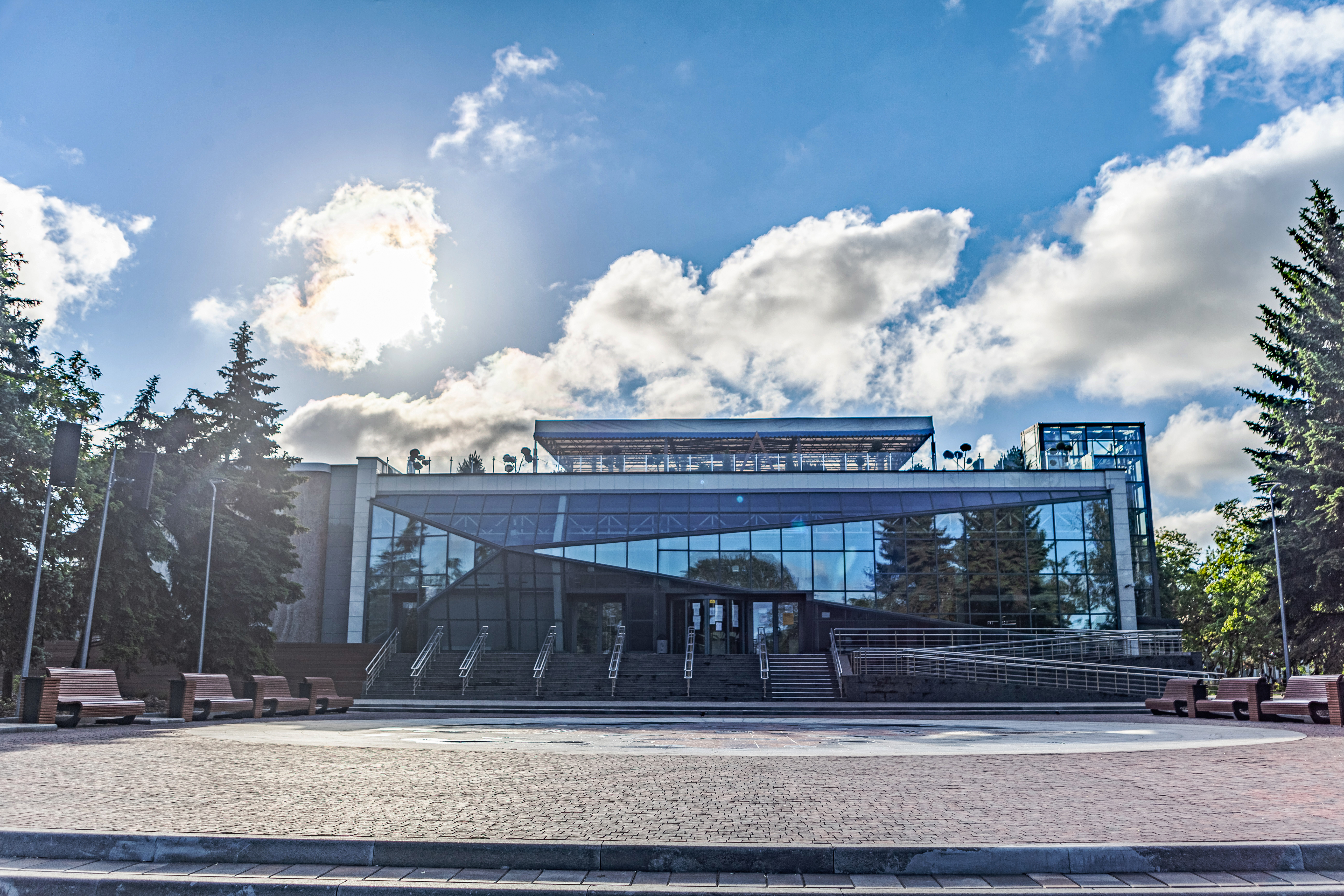
Соціальний офіс «Мультицентр», Лівобережний район

Старий Маріуполь (район, відокремлений на півдні — узбережжям Азовського моря, на сході — річкою Кальміус, на півночі — бульваром Шевченка, на заході — проспектом Металургів) забудований головним чином малоповерховими будинками, зберіг свою дореволюційну архітектуру. Лише вулиця Куїнджі (тоді — Артема) та проспект Миру (тоді — Леніна) були забудовані після Німецько-радянської війни сучасними будинками так званої «сталінської» архітектури, наприклад, два будинки зі шпилем на Театральній площі, будинком драмтеатру, ДОСААФ на місті зруйнованого собору, будинок Дитячого Світу (сучасний будинок банку ПУМБ), універмаг «Україна» (в колишньому ЦУМ). Цікавою є забудова частини Лівого берега міста малоповерховим житловим масивом 1950-х років з затишними дворами. З'явилися в місті й висотні будівлі в 9—14 поверхів.
Центральний район Маріуполя (від проспекту Металургів до проспекту Будівельників) — це майже винятково адміністративна та комерційна забудова (будинок міськради, поштамту, кінотеатр імені Лукова, Маріупольський державний університет — МДУ, Приазовський державний технічний університет — ПДТУ, центральна міська бібліотека імені Короленка, великі магазини (торговельно-розважальні комплекси «Обжора», «Абсолют» «Тисяча дрібниць» тощо).
Архітектура решти житлових районів («Західний», «Східний», «Кіровський», «Черемушки», 5-й, 17-й мікрорайони тощо) не відзначаються особливою оригінальністю і подані стандартними 5- та 9-поверховими будинками. Житловий фонд міста — це 9,82 млн м² загальної площі, забезпеченість населення житлом — 19,3 м² у середньому на 1 мешканця. Частка приватизованого житла 76,3 %. Розроблений ескіз генерального плану міста.

### Найважливіші вулиці
- Проспекти Миру (центральна магістраль), Металургів (з'єднує 3 правобережні райони міста), проспект Перемоги (в Лівобережному районі), Будівельників, Нахімова (2 останніх з'єднують Центральний та Приморський райони міста), проспект Бойко В. С. (у Кальміуському районі) тощо.
- Вулиця Куїнджі, Торгова, вулиця Миколаївська, Митрополитська, Купріна, Пилипа Орлика (Центральний район), Карпинського, Макара Мазая, Маміна-Сибіряка (Кальміуський район), Олімпійська, Азовстальська (Лівобережний район), Гагаріна, Червонофлотська (Приморський район) тощо.
- Бульвари Шевченка, Богдана Хмельницького (Центральний район), Морський (Лівобережний район), Приморський (Приморський район) тощо.
- Площі — Грецька, Визволення (Центральний район), Незалежності, Машинобудівників (Кальміуський район), Перемоги (Лівобережний район), Воїнів-визволителів (Приморський район) тощо.

|                                              |
| Приазовський державний технічний університет |

|                        |
| Будинок лікаря Гампера |

|                                                             |
| Арх. Віктор Нільсен. Колишня водонагнітна вежа. Нині — банк |

|                              |
| Маріуполь. Прогімназія Дарій |

|                                                                                     |
| Колишня Маріупольська Олександрівська чоловіча гімназія, нині Індустріальний коледж |

|                                       |
| Колишній будинок архітектора Нільсена |

|                  |
| Фасад драмтеатру |

|                             |
| Хоральна синагога Маріуполя |

## Засоби масової інформації

### Друковані
Працювало більш ніж 20 місцевих газет, у тому числі «Приазовский рабочий», «Неделя. Аргументы, факты, события», «Дом советов», «Іллічівець», «Привет, ребята», «Азовский машиностроитель», «Новый азовсталец», «Мариупольский портовик», «Вечерний Мариуполь».

### Місцеві телерадіокомпанії
- «ТВ-7»

### FM-радіостанції
Через окупацію міста мовлення всеукраїнських и регіональних радіостанцій припинено.
| №п/п | Частота, МГц | Назва                                       | Потужність, кВт | Адреса вежі          | Передавач |
| ---- | ------------ | ------------------------------------------- | --------------- | -------------------- | --------- |
| 1    | 88.0         | Українське радіо / Українське радіо. Донбас | 0.2             | вул. Кленова Балка 3 | ДФКРРТ    |
| 2    | 89.1         | Громадське радіо                            | 0.1             | вул. Кленова Балка 3 | ДФКРРТ    |
| 3    | 89.5         | Армія FM                                    | 0.1             | вул. Кленова Балка 3 | ДФКРРТ    |
| 4    | 90.4         | Радіо Культура (план)                       | 0.5             | вул. Кленова Балка 3 | ДФКРРТ    |
| 5    | 91.1         | Мелодія FM                                  | 0.2             | вул. Кленова Балка 3 | ДФКРРТ    |
| 6    | 100.8        | Хіт FM                                      | 1               | пр. Будівельників 54 |           |
| 7    | 101.3        | Радіо «П'ятниця»                            | 0.25            | вул. Кленова Балка 3 | ДФКРРТ    |
| 8    | 101.7        | Kiss FM                                     | 1               | вул. Кленова Балка 3 | ДФКРРТ    |
| 9    | 102.8        | Best FM                                     | 1               | пр. Будівельників 54 |           |
| 10   | 103.2        | Радіо Промінь                               | 0.5             | вул. Кленова Балка 3 | ДФКРРТ    |
| 11   | 103.6        | Радіо НВ                                    | 0.5             | вул. Кленова Балка 3 | ДФКРРТ    |
| 12   | 104.0        | Авторадіо                                   | 1               | пр. Миру 68          |           |
| 13   | 104.6        | Radio ROKS                                  | 0.5             | вул. Кленова Балка 3 | ДФКРРТ    |
| 14   | 105.3        | Радіо Байрактар                             | 1               | пр. Будівельників 54 |           |
| 15   | 105.8        | Перець FM                                   | 1               | пр. Будівельників 54 |           |
| 16   | 106.5        | Наше радіо                                  | 1               | вул. Кленова Балка 3 | ДФКРРТ    |
| 17   | 106.9        | Radio Shanson                               | 0.5             | вул. Кленова Балка 3 | ДФКРРТ    |
| 18   | 107.3        | Українське Радіо                            | 0.25            | вул. Кленова Балка 3 | ДФКРРТ    |
| 19   | 107.8        | Країна ФМ                                   | 0.1             | пр. Будівельників 54 |           |

## Спорт

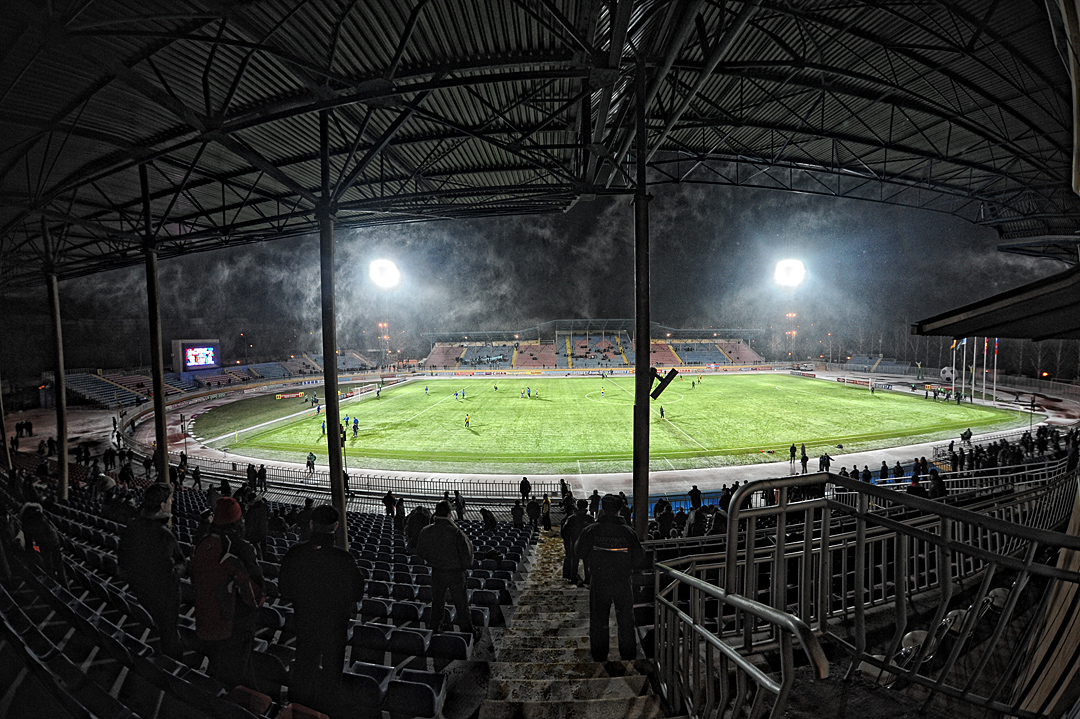
Стадіон імені Володимира Бойка

У вищій футбольній лізі України грає маріупольська команда «Маріуполь». Баскетбольний клуб «Азовмаш» — неодноразовий чемпіон України. Клуб водного поло «Іллічівець» — протягом багатьох років — постійний чемпіон України. Вагомих успіхів отримала школа маріупольського боксу, греко-римської боротьби, художньої гімнастики тощо.
Спортивні споруди міста (всього — 585):
- стадіон імені Володимира Бойка (в минулому — «Новатор», «Іллічівець»)
- спорткомплекс «Азовсталь» (стадіон, манеж)
- стадіон «Азовець» (в минулому «Локомотив»)
- стадіон «Західний»
- спорткомплекс «Азовмаш» (спортивно-борцовий клуб «Гелікон»)
- спорткомплекс «Садко»
- спорткомплекс «Водник»
- плавбасейн «Нептун»
- шаховий клуб «Азовсталь»
- яхт-клуб «Азовсталь»
- водні станції «Маркохім», комбінату імені Ілліча, «Азовзалізобетон».

## Освіта і наука
У місті було 2 державних університети, 3 інститути, 2 академії, 6 технікумів, 4 коледжі.
Працювали 81 загальноосвітня установа, у тому числі 67 загальноосвітніх шкіл (навчалися 48 500 школярів), 2 гімназії, 3 ліцеї, 4 вечірні змінні школи, 3 інтернати, 2 приватні школи, 11 професійно-технічних установ (6 274 учнів), 94 дитячих дошкільних установ (12 700 дітей).

## Відомі люди

### Народилися
- Аджі Рустам Іванович (1973) — український борець греко-римського стилю, чемпіон та бронзовий призер чемпіонатів світу, бронзовий призер чемпіонату Європи, учасник двох Олімпійських ігор. Заслужений майстер спорту України з греко-римської боротьби. Перший в історії незалежної України чемпіон світу з греко-римської боротьби.
- Балтача Сергій Павлович (нар. 1958) — український радянський футболіст. Відомий своїми виступами за «Динамо» Київ. Віце-чемпіон Європи 1988.
- Володимир Бойко — герой України, голова правління Маріупольського металургійного комбінату імені Ілліча.
- Волков Микола Миколайович (1999—2019) — доброволець УДА, учасник російсько-української війни.
- Катрич Олег Володимирович (1977—2022) — український військовик, лейтенант полку «Азов», оборонець Маріуполя, кавалер ордену Богдана Хмельницького ІІІ ступеня
- Копань Василь Юрійович (1995—2024) — український військовик, підполковник бригади «Азов», оборонець Маріуполя
- Куїнджі Архип Іванович (1842 — 1910) — художник пейзажист 19 століття, викладач в Петербурзькій Академії мистецтв.
- Назаренко Андрій Володимирович (1985—2015) — старший солдат Збройних сил України, учасник російсько-української війни.
- Руських Сергій Миколайович (1979—2020) — молодший сержант Збройних сил України, учасник російсько-української війни.
- Стоянський Павло Васильович (1989—2018) — старший солдат Збройних сил України, учасник російсько-української війни.
- Макарченко Олександр Федорович — ректор Львівського медичного університету, академік НАН України.
- Максимович Володимир Олександрович — український науковець-медик, доктор медичних наук, професор.
- Ткаченко Іван Семенович — доктор економічних наук, академік.
- Черкез Євген Євгенович (1994—2022) — український військовик, сержант полку «Азов», оборонець Маріуполя, кавалер ордену «За мужність» ІІІ ступеня

### Проживали
- Прокопенко Денис Геннадійович — український офіцер, підполковник Національної гвардії України, командир Окремого загону спеціального призначення «Азов».
- Паєвська Юлія Георгіївна («Тайра») — українська волонтерка, доброволиця, військовослужбовиця, (позивний «Тайра», «Габрієл»), парамедик, командир підрозділу «Янголи Тайри».
- Паламар Святослав Ярославович — український військовик, капітан, заступник командира полку «Азов» Національної гвардії України.
- Романцов Володимир Миколайович — український науковець, історик, доктор історичних наук, професор, Заслужений працівник освіти України, Відмінник освіти України.

## Міста-побратими

### Поточні міста-побратими
Станом на серпень 2017 року у Маріуполя встановлені побратимські стосунки із 20 містами.
- Феодосія (з 11 вересня 1993)
- Херсон (з 11 вересня 1993)
- Львів (з 10 вересня 1994)
- Коломия (з 1 жовтня 1998)[а]
- Макіївка (з 21 квітня 2000)
- Бахчисарай (з 17 лютого 2012)
- Славута (з 28 липня 2015)
- Переяслав (з 27 березня 2017)
- Савона (з 30 вересня 1991)
- Санта-Северина (з 23 травня 2005)[а]
- Салоніки (з 12 вересня 1993)
- Пірей (з 1993)
- острів Калімнос (з 25 червня 1998)[а]
- Кітнос (з 2 жовтня 2010)
- Ціцікар (з 12 жовтня 2007)
- Трабзон (з 27 листопада 2007)[а]
- Гданськ (з 12 грудня 2014)

### Колишні міста-побратими
- Таганрог (28 квітня 1993[а] — 29 червня 2017[57])
- Нар'ян-Мар (1992[а] — 29 червня 2017[57])
- Єйськ (10 вересня 1994 — 24 лютого 2022)[а][58]
- Барнаул (2001 — 24 лютого 2022)[а][58]
- Желєзногорськ (20 червня 2009 — 24 лютого 2022)[а][58]

### Незаконні. Встановлені окупаційною владою
- Грозний, Чечня(з 10 серпня 2023)[59]
- Санкт-Петербург, Росія.(з 24 травня 2022)[60]

У зв'язку із російською агресією проти України, 29 червня 2017 року міська рада Маріуполя ухвалила рішення розірвати побратимські стосунки із російськими містами Таганрог та Нар'ян-Мар. При цьому залишились чинними договори з містами Єйськ, Барнаул та Желєзногорськ.
24 лютого 2022 року Україна розірвала дипломатичні стосунки з Росією через широкомасштабне вторгнення Росії в Україну.
а Оригінал угоди про співпрацю втрачено внаслідок пожежі у будівлі Маріупольської міської ради.

## Цікаві факти
- У єдиному районі Маріуполя, котрий не має виходу до моря, а саме в Кальміуському, розташований суднобудівний завод «Плаз».